# Frans voetbalelftal (mannen)
Het Frans voetbalelftal (Frans: Équipe de France de football) is een team van voetballers dat Frankrijk vertegenwoordigt in internationale wedstrijden en competities. De bijnaam is Les Bleus (De Blauwen). Het team werd tweemaal wereldkampioen, tweemaal Europees kampioen, won tweemaal de FIFA Confederations Cup, won eenmaal UEFA Nations League, won eenmaal de CONMEBOL–UEFA Cup of Champions en won eenmaal goud op de Olympische Spelen. Het Frans voetbalelftal is hiermee de enige ploeg die alle officiële toernooien, georganiseerd door de UEFA, de FIFA en het IOC, minstens een keer wist te winnen.
Les Bleus boekten in de jaren tachtig van de 20e eeuw successen door op het WK 1982 en WK 1986 de halve finale te halen. Tussendoor werd het EK 1984 gewonnen. Bekende spelers uit deze tijd waren Michel Platini en Jean Tigana.
In 1998 werd Frankrijk in eigen huis wereldkampioen voetbal door in de finale titelhouder Brazilië met 3-0 te kloppen. Sterspeler Zinédine Zidane scoorde twee keer in die wedstrijd. Twee jaar later werd het EK 2000 gewonnen ten koste van Italië. In 2006 haalde Frankrijk weer de finale van het WK maar verloor deze van Italië. In 2016 haalde Frankrijk in eigen huis de finale van het EK, na verlenging werd met 0-1 verloren van Portugal. Tijdens het WK van 2018 won Frankrijk van Kroatië met 4-2 en werd zo voor de tweede keer wereldkampioen. Ze verloren de WK-finale van 2022 na strafschoppen van Argentinië.

## Geschiedenis

### Voor de Tweede Wereldoorlog, deelname aan eerste drie WK's

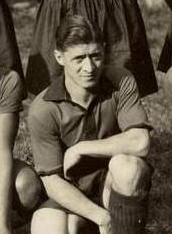
Lucient Laurent

De eerste wedstrijd van Frankrijk, die erkend werd door de FIFA werd gespeeld in 1904, er werd met 3-3 gelijk gespeeld tegen België. Daarvoor vertegenwoordigde  een team Frankrijk  al tijdens de Olympische Spelen namens Union des Sociétés Françaises de Sports Athlétiques, opgericht door de drijvende kracht achter de moderne Olympische Spelen Pierre de Coubertin. Beide bonden zonden een eigen Frans team naar de Olympische Spelen van 1908. Zowel Frankrijk B (het team van de USFSA) en Frankrijk A (het team van de FIFA) werden met grote cijfers verslagen door Denemarken, respectievelijk 9-0 en 17-1. Door alle strubbelingen tussen beide bonden werd er geen Frans team toegelaten tot de Olympische Spelen van 1912. Beide bonden fuseerden uiteindelijk in 1919 onder de bond Fédération Française de Football.
Een sterk voetballand was Frankrijk in de jaren twintig nog niet. In 1920 haalde Frankrijk nog de vierde plaats op de Olympische Spelen, maar in 1924 en 1928 werd de ploeg voortijdig uitgeschakeld. In 1930 was Frankrijk wel een van de slechts vier Europese landen die deelnamen aan het eerste Wereldkampioenschap in Uruguay. Lucien Laurent werd de eerste spelers die ooit een doelpunt scoorde op een WK, Frankrijk won zijn eerste wedstrijd met 4-1 van Mexico. De wedstrijden tegen Argentinië en Chili gingen met 1-0 verloren en Frankrijk was uitgeschakeld. De ontmoeting Frankrijk – Argentinië kende een tumultueus einde, doordat de scheidsrechter de wedstrijd 6 minuten te vroeg affloot tijdens een dribbel van de Fransman Langiller door de Argentijnse defensie. De Fransen protesteerden luidkeels, waarop de arbitrage besloot alsnog de wedstrijd uit te laten spelen. Aan de stand veranderde dit echter niets.
Voor kwalificatie voor het WK van 1934 was Frankrijk ingedeeld met Duitsland en Luxemburg, de beste twee zouden zich plaatsen. Frankrijk won met 1-6 tegen Luxemburg, omdat Duitsland ook al won van Luxemburg werd een onderlinge wedstrijd niet gespeeld. Op het WK in Italië speelde men in Turijn meteen tegen het "Wunderteam" van Oostenrijk, een van de favorieten voor de wereldtitel. Frankrijk dwong een verlenging af, waar het met 3-2 ten onder ging. In 1938 organiseerde Frankrijk het WK zelf. Na een 3-1 overwinning op België verloor Frankrijk in de kwartfinales met 1-3 van de regerende wereldkampioen Italië.

### 1950-1960: brons en doelpuntenrecord voor Just Fontaine in Zweden

#### WK 1950
Na de Tweede Wereldoorlog moest Frankrijk kwalificatiewedstrijden spelen tegen Joegoslavië om zich te plaatsen voor het WK in 1950. Zowel in Belgrado als in Parijs bleef de stand 1-1, er was een extra wedstrijd nodig voor de plaatsing. In Florence werd Frankrijk uiteindelijk uitgeschakeld na verlengingen. Zes minuten voor het einde van de verlenging viel eindelijk de beslissing: 3-2 voor Joegoslavië. Wegens een tekort aan deelnemers kreeg Frankrijk toch een aanbod om mee te doen aan het WK in Brazilië, maar het aanbod werd geweigerd.

#### WK 1954

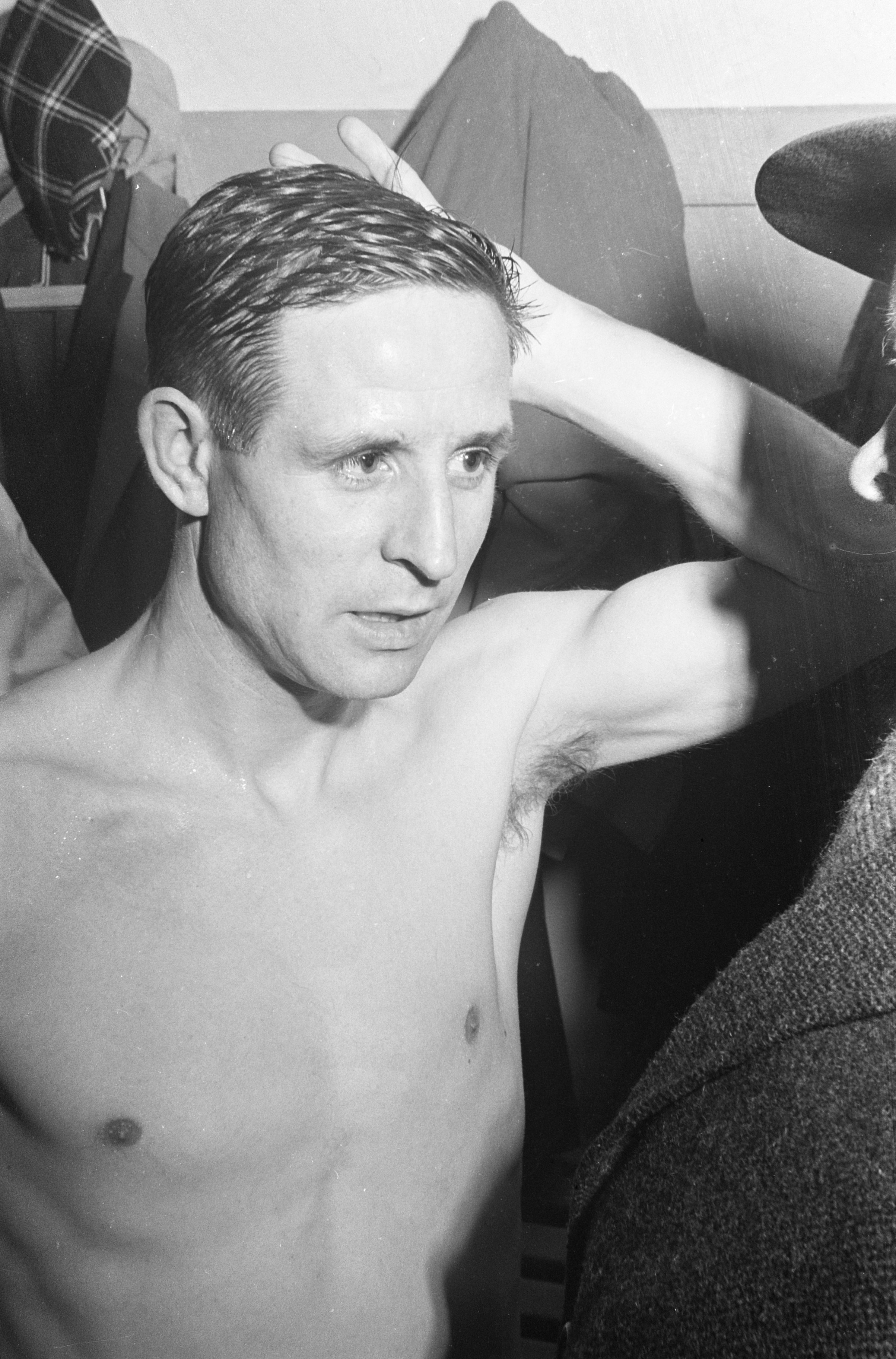
Raymond Kopa

Kwalificatie voor het WK van 1954 leverde geen enkel probleem op, in een groep met Ierland en Luxemburg werden alle wedstrijden gewonnen. Op het WK in Zwitserland was men ingedeeld met Joegoslavië, Mexico en Brazilië, men speelde alleen tegen de eerste twee. Van Joegoslavië werd opnieuw verloren, nu met 1-0. Van Mexico werd met 3-2 gewonnen door een benutte strafschop van Raymond Kopa vlak voor tijd, maar omdat Joegoslavië en Brazilië gelijk speelde was Frankrijk uitgeschakeld.

#### WK 1958

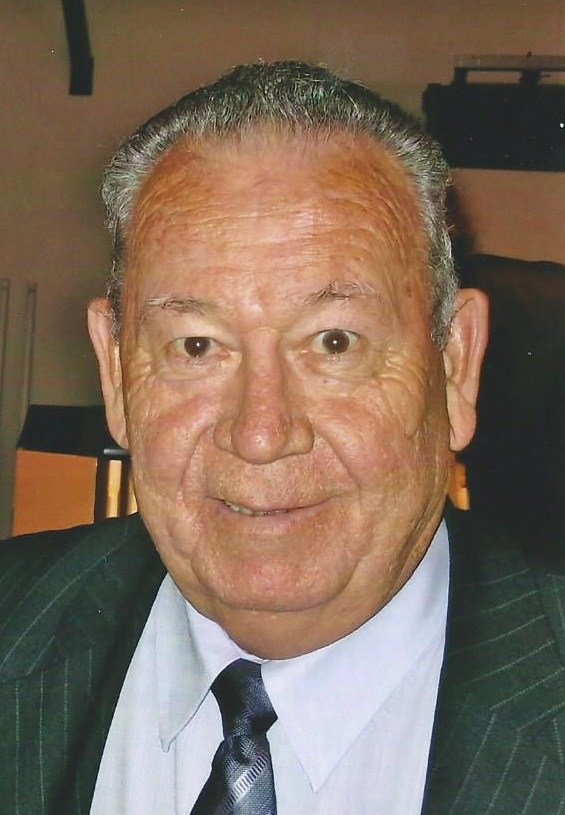
Just Fontaine

Halverwege de jaren vijftig werd het Franse voetbal steeds succesvoller, Stade de Reims haalde zowel in 1956 als in 1958 de finale van de Europa Cup I (twee keer verloren van Real Madrid). Kopa was de grote spelmaker van deze ploeg en vertrok in 1956 naar Real Madrid. Kwalificatie voor het WK in 1958 leverde geen probleem op, Frankrijk versloeg België met 6-3 en hield de buurman in de return op een doelpuntloos gelijkspel. Just Fontaine had tussen 1953 en 1957 slechts drie interlands gespeeld, maar ging uiteindelijk toch mee naar dat WK, hij zou de sensatie worden van dat toernooi. Frankrijk begon het toernooi in Zweden stroef met een 2-3 achterstand tegen Paraguay, maar Frankrijk won uiteindelijk met 7-3, Fontaine maakte drie doelpunten. Fontaine scoorde ook twee keer tegen "angstgegner" Joegoslavië, maar vlak voor tijd werd met 3-2 verloren door een te aanvallende spelopvatting. Een 2-1 overwinning op Schotland was genoeg voor plaatsing van de kwartfinales, waarin Noord-Ierland met 4-0 verslagen werd. De halve finale tegen Brazilië had een gelijke stand, totdat aanvoerder Robert Jonquet zijn kuitbeen brak. Invallers waren nog niet toegestaan en Frankrijk werd daarna zoek gespeeld met name door drie treffers van Pelé: 5-2. De wedstrijd om de derde en vierde plaats was de laatste kans voor Just Fontaine om de meeste treffers aller tijden te maken, hij stond op negen treffers en het record van de Hongaar Sándor Kocsis stond op elf treffers. Fontaine scoorde vier doelpunten tegen West-Duitsland en had een record dat tot op heden niet geëvenaard is, 13 treffers. Frankrijk won met 6-3 van West-Duitsland en veroverde de derde plek.

#### EK 1960
Het eerste EK werd gehouden in 1960. Na overwinningen op Griekenland en Oostenrijk haalde Frankrijk het eindtoernooi, wat in eigen land gehouden werd. Afwezig waren de grote spelers van Frankrijk, Jonquet, Kopa en Fontaine. Frankrijk stond tegen Joegoslavië tot de 75e minuut met 4-2 voor, maar voor de 79e minuut scoorden de Joegoslaven drie keer: 4-5. In de strijd om de derde en vierde plaats verloor Frankrijk met 2-0 van Tsjecho-Slowakije.

### 1960-1976: misère
Kwalificatie voor het WK van 1962 leek eenvoudig met Bulgarije en Finland als tegenstanders, Bulgarije werd met 3-0 verslagen. De return in Sofia werd met 1-0 verloren door een doelpunt van Ilev in de laatste minuut en er moest een beslissingswedstrijd gespeeld worden. Frankrijk verloor de wedstrijd in Milaan ook met 1-0 en Frankrijk bleef thuis. Raymond Kopa nam afscheid van het Franse team.
Kwalificatie voor het EK 1964 moest plaats vinden via drie knock-outronden. Frankrijk leverde een goede prestatie door eerst Engeland te verslaan, de wedstrijd in Parijs werd met 5-2 gewonnen. Vervolgens werd revanche genomen op Bulgarije door na een 1-0-nederlaag een 3-1-zege te boeken. In de laatste play-offronde was Hongarije tweemaal sterker en werd opnieuw een groot toernooi gemist.
Joegoslavië was al vier keer te sterk geweest voor de Fransen en was nu de belangrijkste tegenstander om het WK van 1966 te halen. Frankrijk kwam in een goede positie terecht door een 3-0-nederlaag van Joegoslavië tegen Noorwegen. In de beslissende wedstrijd won Frankrijk met 1-0 van Joegoslavië door een doelpunt van Philippe Gondet. Het WK in Engeland werd geen succes, in de eerste ronde werd met 1-1 gelijk gespeeld tegen Mexico en met 2-1 verloren van Uruguay. In de laatste wedstrijd moest Frankrijk van het gastland winnen om alsnog de kwartfinales te halen, maar in het Wembley Stadium was Engeland met 2-0 te sterk. Coach Henri Guérin werd na afloop van het toernooi ontslagen.
Om zich te plaatsen voor het EK van 1968 moest eerst een poule overleefd worden met België en Polen. België won van Frankrijk met 1-0, maar omdat twee keer van Polen werd gewonnen en de Belgen twee keer van dezelfde tegenstander verloren, volstond een 1-1-gelijkspel tegen België voor plaatsing. In de play-offwedstrijden was Joegoslavië voor de zoveelste keer de tegenstander, in Marseille bleef het 1-1, maar in de return in Belgrado was Frankrijk kansloos: 5-1.
Waren de resultaten in de jaren zestig matig, echt slecht werd het aan het einde van de jaren zestig en de eerste helft van de jaren zeventig. Voor het WK in 1970 had Frankrijk meteen een valse start door thuis van Noorwegen te verliezen, na een 2-0-nederlaag tegen Zweden was de ploeg uitgeschakeld. Voor het EK van 1972 werd plaatsing hopeloos na een 0-2-thuisnederlaag tegen Hongarije, alleen een 0-4-zege op Bulgarije zou de ploeg nog redden, maar na de 2-1-nederlaag eindigde Frankrijk op de derde plaats. Het kwalificatie-toernooi voor het WK in 1974 begon hoopvol met een 1-0-zege op de Sovjet-Unie, maar in de twee wedstrijden tegen Ierland werd maar één punt gehaald. Na een 2-0-nederlaag in Moskou eindigde Frankrijk zelfs op de derde en laatste plaats. Voor het EK van 1976 was Frankrijk niet opgewassen tegen België en Oost-Duitsland. Tegen IJsland werd zelfs met 0-0 gelijk gespeeld, alleen de thuiswedstrijd tegen IJsland leverde winst op.

### 1976-1986: periode Platini, EK-titel in eigen land en legendarische WK-wedstrijden

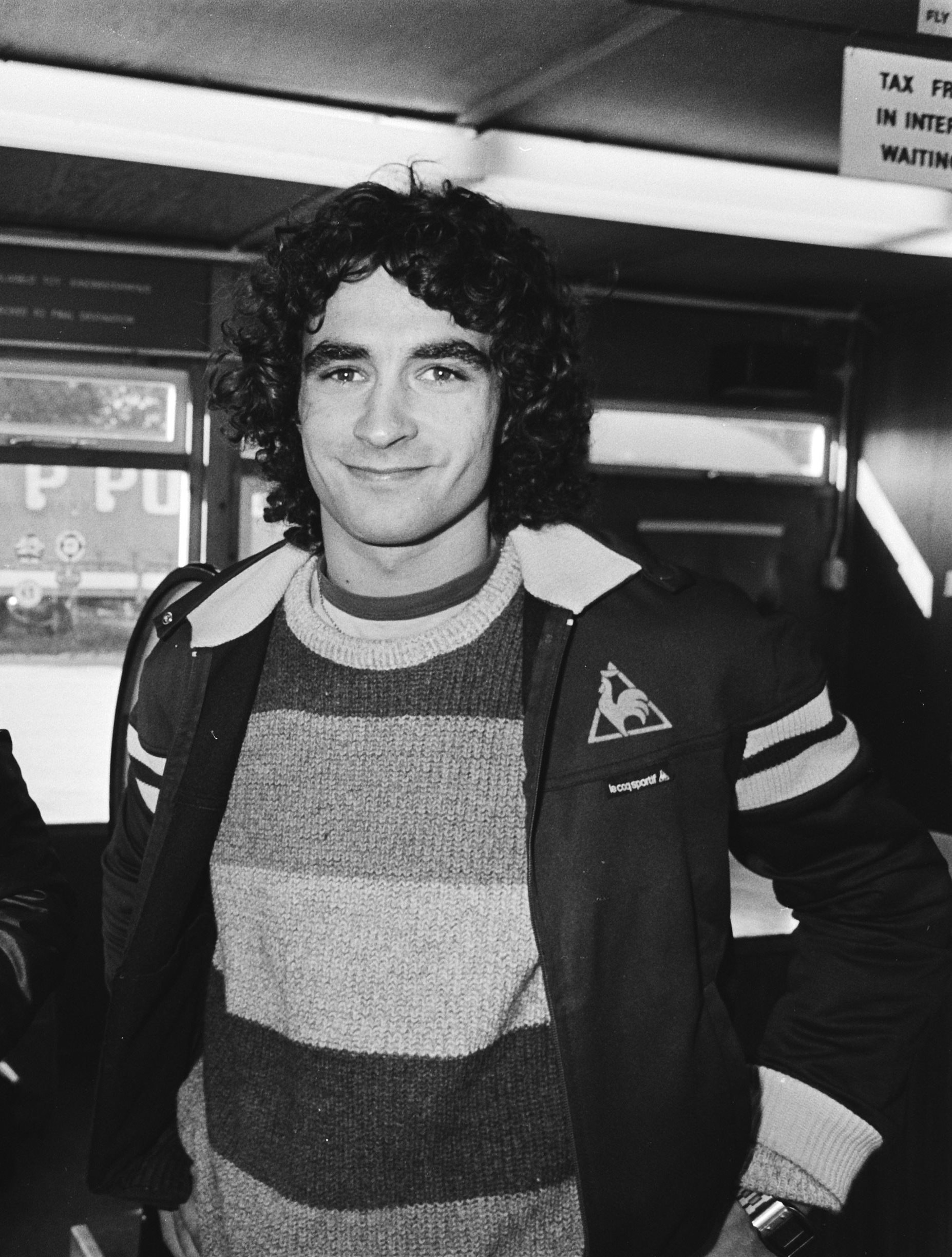
Dominique Rocheteau

Rond 1976 was er licht in de duisternis, AS Saint-Étienne haalde in dat jaar de finale van de Europa Cup I, het verloor met 1-0 van Bayern München en het olympische team plaatste zich verrassend voor de Olympische Spelen in Montreal door het op volledig oorlogsterkte spelende Roemenië met 4-0 te verslaan. Grote man was de bij AS Nancy spelende Michel Platini, die vlak daarna zijn debuut maakte bij het nationale team. Frankrijk speelde met 2-2 gelijk tegen Tsjecho-Slowakije en Platini scoorde bij zijn debuut, zijn specialiteit de vrije trap. Het olympische team haalde de kwartfinales, waarin het werd uitgeschakeld door de staatsamateurs van Oost-Duitsland, Platini scoorde drie keer dat toernooi.

#### WK 1978
Michel Hidalgo was de nieuwe trainer van de ploeg en het eerste doel was kwalificatie voor het WK van 1978. De Fransen begonnen goed met een gelijkspel in de uitwedstrijd tegen Bulgarije (2-2 na een 0-2 voorsprong). Aangezien Bulgarije beter presteerde tegen Ierland dan de Fransen, moest Frankrijk in Parijs winnen. Frankrijk won met 3-1 (met doelpunten van Platini en Dominique Rocheteau). Frankrijk trof het niet met de loting voor het WK in Argentinië met als tegenstanders het gastland, Italië en Hongarije. Frankrijk begon het duel met Italië spectaculair met een doelpunt van Bernard Lacombe na een sterke rush van Didier Six, op dat moment het snelste doelpunt op een WK ooit. Italië nam daarna het duel over, het neutraliseerde het gevaar Platini en won met 2-1. In de tweede wedstrijd tegen Argentinië kreeg Frankrijk in de eerste helft een benutte strafschop tegen, een aangeschoten bal op de pink van Marius Trésor werd strafbaar verklaard. In de tweede helft vocht Frankrijk voor zijn laatste kans en na de gelijkmaker van Platini rook de ploeg bloed. Rocheteau miste ehter een opgelegde kans en een daverende knal van Leopoldo Luque besliste het duel voor Argentinië. Frankrijk was nu uitgeschakeld en besloot het toernooi met een 3-1-zege op Hongarije.

#### EK 1980

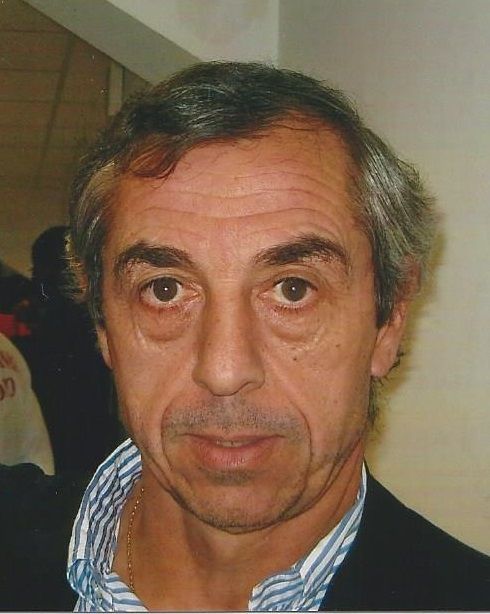
Alain Giresse

In de eerste wedstrijd voor het kwalificeren voor het EK van 1980 liep Frankrijk meteen achter de feiten aan door thuis met 2-2 gelijk te spelen tegen Zweden. Aangezien Tsjecho-Slowakije twee keer won van de Zweden en Tsjechen met 2-0 van Frankrijk wonnen was de strijd snel beslist. Frankrijk miste op één punt achterstand het eindtoernooi.

#### WK 1982

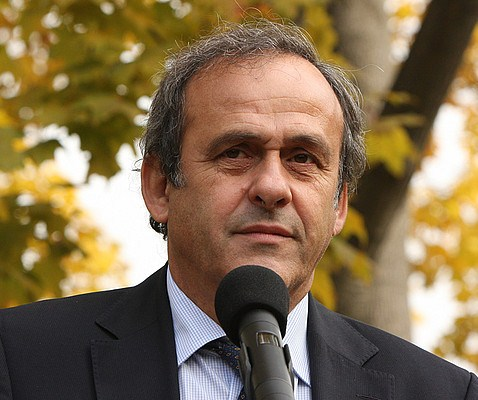
Michel Platini

Om zich wel te plaatsen voor het WK van 1982 waren er geduchte tegenstanders: voor de derde achtereenvolgende keer Ierland, EK-finalist België en 2-voudig WK-finalist Nederland. Frankrijk won de thuiswedstrijden van Ierland en België, maar alle drie uitwedstrijden tegen de concurrenten gingen verloren. De vierde uitwedstrijd tegen Cyprus eindigde in 0-7, een belangrijke opsteker voor het doelsaldo. In de beslissende wedstrijd moest Frankrijk van Nederland winnen, Frankrijk won in de tweede helft dankzij een vrije trap van Platini en een doelpunt van Six. Frankrijk eindigde op de tweede plaats in de groep met één punt achterstand op België, evenveel punten als Ierland maar een beter doelsaldo en één punt voorsprong op Nederland. Beste linie van de Fransen was het middenveld, waar naast Platini de technici Alain Giresse, Bernard Genghini en het loopwonder Jean Tigana waren geposteerd. Frankrijk begon het WK in 1982 slecht met een 3-1-nederlaag tegen Engeland, Bryan Robson nam het record van Lacombe over door na 27 seconden te scoren. De tweede wedstrijd tegen Koeweit leverde een merkwaardig incident op, bij een stand van 3-1 maakte Frankrijk een doelpunt via Alain Giresse, maar de Koeweiti hoorden een fluitje op het veld en waren uit hun concentratie. Koeweit weigerde verder te spelen en de baas van de Koeweitse voetbalbond sjeik Fahid Al-Ahman kwam het veld op en ging in discussie met de scheidsrechter. Uiteindelijk keurde de scheidsrechter het doelpunt toch maar af, de Fransen wonnen uiteindelijk met 4-1. Een 1-1-gelijkspel tegen Tsjecho-Slowakije was genoeg om zich te plaatsen voor de tweede ronde. In de tweede ronde had Frankrijk weinig moeite met Oostenrijk (1-0) en Noord-Ierland (4-1) en openbaarde zich steeds meer als het Europese alternatief van het swingende voetbal van Brazilië. Tegenstander in de halve finale was West-Duitsland, het werd een van de meest legendarische wedstrijden ooit gespeeld op een WK. De ruststand was 1-1 door een doelpunt van Pierre Littbarski en een benutte strafschop van Michel Platini. Vroeg in de tweede helft was er het moment van de wedstrijd: invaller Patrick Battiston werd gelanceerd door Platini en kwam alleen voor doelman Harald Schumacher te staan. Battiston miste, maar werd bovendien genadeloos onderuit getorpedeerd door Schumacher, die zijn heup in het gezicht van Battistion plantte. De Nederlandse scheidsrechter Charles Corver floot niet eens voor een overtreding en Schumacher stond doodleuk klaar om de uittrap te nemen, terwijl Battiston per brancard werd afgevoerd. Later bleek Battiston gebroken tanden, een gebroken kaak, een hersenschudding en een gebroken ruggenwervel opgelopen te hebben, hij was zelfs even in coma.  De Franse bondscoach Michel Hidalgo moest al vroeg zijn tweede wissel toepassen. In de verlenging nam Frankrijk afstand door doelpunten van Trésor en Giresse, de West-Duitse coach Jupp Derwall kon zijn laatste troefkaart uitspelen, de geblesseerde Karl-Heinz Rummenigge viel in. Rummenigge scoorde vrij snel, waarna Klaus Fisher de gelijkmaker scoorde via een omhaal. In de strafschoppenserie hadden beide teams na vijf strafschoppen één misser op hun naam staan, in de extra strafschoppen stopte Schumacher de inzet van Maxime Bossis, uitgerekend de vervanger van Battiston. Horst Hrubesch schoot de winnende strafschop binnen en de Fransen misten de finale. Twee dagen later verloor de gedemoraliseerde ploeg de wedstrijd om de derde en vierde plaats van Polen: 3-2. Battiston was een jaar lang geblesseerd, maar keerde daarna terug in het Franse team.

#### EK 1984

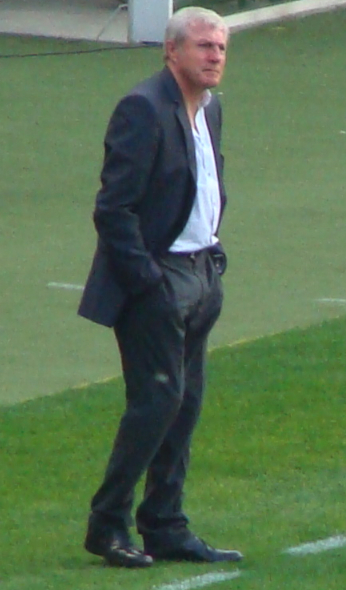
Luis Fernandez

De naam van het Franse voetbal was echter gevestigd en men ging zich richten op het Europees Kampioenschap 1984 te houden in eigen land. Michel Platini vertrok naar Juventus en vierde daar grote triomfen. Het middenveld werd nog verder geperfectioneerd, de meer verdedigend ingestelde Luis Fernández verving Bernard Genghini om voor meer evenwicht te zorgen. Het middenveld kreeg de bijnaam: "de gouden diamant". De eerste wedstrijd tegen het verrassend sterke Denemarken verliep moeizaam, Frankrijk won vlak voor tijd dankzij een doelpunt van Michel Platini. Manuel Amoros zorgde voor het dieptepunt van de wedstrijd door Jesper Olsen met een kopstoot te blesseren, hij werd voor drie wedstrijden geschorst en werd vervangen door Jean-François Domergue. Frankrijk begon daarna op stoom te komen, België werd met 5-0 verpletterd en ook Joegoslavië werd met 3-2 verslagen. Platini scoorde in beide wedstrijden liefst drie doelpunten. De halve finale tegen Portugal werd net als twee jaar eerder tegen West-Duitsland een epische wedstrijd. Domerque scoorde uit een vrije trap, maar Portugal bleef overeind mede door het spel van spelverdeler Ferenando Chalana, die het "Gouden diamant" van Frankrijk behoorlijk ontregelde. Dat loonde zich uit, want Jordão scoorde een kwartier voor tijd de gelijkmaker na een voorzet van Chalana en in de verlenging gebeurde precies hetzelfde: 1-2 voor Portugal. Frankrijk leek verslagen, pas zes minuten voor tijd scoorde opnieuw Domerque de gelijkmaker, waarna de wedstrijd op strafschoppen leek af te stevenen. In de laatste minuut scoorde de voor de rest onzichtbare Michel Platini na goed doorzetten van Jean Tigana. In de finale had Frankrijk problemen met het stugge spel van Spanje. In de tweede helft mocht Platini aanleggen voor een vrije trap, de matig genomen vrije trap werd tot doelpunt gepromoveerd door een fout van de Spaanse doelman Luis Arconada. Vlak voor tijd besliste Bruno Bellone de wedstrijd, hij was de enige Franse aanvaller, die dat toernooi scoorde. Frankrijk had zijn eerste titel gewonnen, Michel Platini was de grote man met liefst negen treffers in vijf wedstrijden. 1984 was sowieso een groot succes voor het Franse voetbal, het A-team won al zijn twaalf wedstrijden dat jaar en het B-team won de Olympische Spelen door met 2-0 van Brazilië te winnen. Hildalgo stopte als coach en werd opgevolgd door Henri Michel.

#### WK 1986

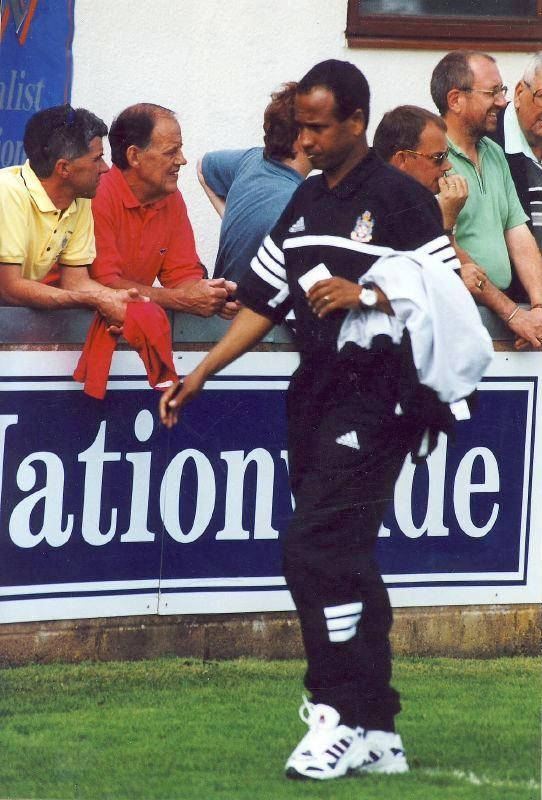
Jean Tigana

1985 begon slecht voor het Franse team, in de uitwedstrijden voor kwalificatie voor het WK van 1986 werd met 0-0 gelijk gespeeld tegen Joegoslavië en met 2-0 verloren van zowel Bulgarije als Oost-Duitsland. Kwalificatie kwam niet op de tocht te staan, omdat ook Joegoslavië als Oost-Duitsland wisselende resultaten boekten, Bulgarije plaatste zich als eerste land. In de beslissende wedstrijd moest Frankrijk winnen van Joegoslavië en voor de zoveelste keer was Michel Platini de redder des vaderlands met twee doelpunten, waaronder een vrije trap. De voorsprong op nummer drie Oost-Duitsland was maar één punt. Het WK in Mexico moest de kroon op het werk worden voor de generatie Platini. Zowel Platini als Giresse waren niet fit en speelden beiden met een injectie. De start was moeizaam met een 1-0-zege op het onbekende Canada, een nog jonge Jean-Pierre Papin scoorde 11 minuten voor tijd. Een 1-1 tegen een sterke Sovjet-ploeg en een 3-0-zege op Hongarije zorgde voor kwalificatie voor de knock-outfase. Frankrijk begon op te stoom te komen en in de 1/8 finales was regerend wereldkampioen Italië kansloos: 2-0 door doelpunten van Platini en Yannick Stopyra na voorzetten van Dominique Rocheteau. In de kwartfinales volgde weer een epische wedstrijd, waar de gebeurtenissen elkaar snel opvolgden, de "Braziliaanse Europeanen" speelden tegen het Brazilië van Zico en Socrates; het was voor beide talentvolle generaties de laatste kans op de wereldtitel. Brazilië begon overdonderend met een doelpunt van Careca als beloning, nog voor rust maakte de jarige Platini gelijk. Beide teams speelden vol op de aanval, de grootste kans was voor Zico, die een strafschop miste. In de verlenging werd Bruno Bellone onreglementair gestopt door de doelman van Brazilië, waarna in de tegenaanval Brazilië bijna scoorde.  In de strafschoppenserie misten de twee aanvoerders Platini en Socrates als enigen, uiteindelijk schoot Luis Fernández de beslissende strafschop raak. In de halve finale was West-Duitsland opnieuw de tegenstander, maar het team was vermoeid geraakt. Doelman Joël Bats liet een vrije trap van Andreas Brehme uit zijn handen glippen en daarna kon Frankrijk aanvallend geen vuist meer maken, de wedstrijd eindigde in 2-0. De derde plaats werd nu wel veroverd na een 4-2 overwinning op België.

### 1986-1994: nederlaag tegen Bulgarije dieptepunt voor onsuccesvolle periode

#### EK 1988

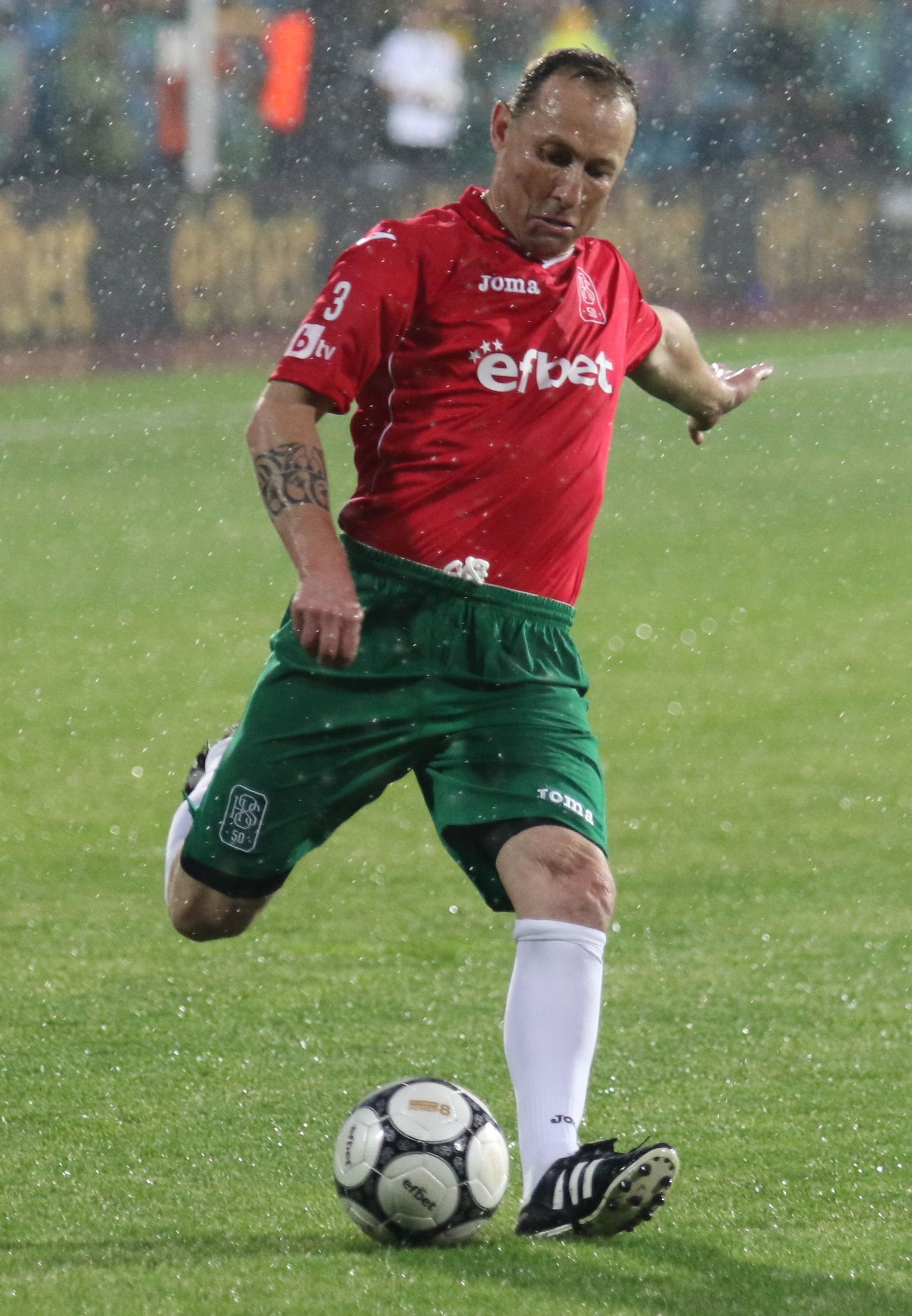
Jean-Pierre Papin

De "Gouden Diamant" begon uit elkaar te vallen, Alain Giresse nam afscheid van het nationale team en een jaar later stopte Michel Platini zelfs met zijn hele professionele carrière. De start om zijn EK-titel te verdedigen was niet best, na een 0-0-gelijkspel tegen IJsland volgde een 2-0-nederlaag tegen de Sovjet-Unie. Een inhaalrace zat er niet in, er werd alleen nog thuis van IJsland gewonnen en Frankrijk eindigde gelijk met hetzelfde IJsland en had maar twee punten meer dan de nummer laatst Noorwegen. Er werden slechts vier doelpunten gescoord in acht wedstrijden. Ook Jean Tigana stopte als international, Luis Fernàndez werd alleen nog als wisselspeler gebruikt.

#### WK 1990
Henry Michel werd ontslagen na een 1-1-gelijkspel tegen Cyprus, de opvolger was de als trainer totaal onervaren Platini. Platini verloor zowel van Joegoslavië en Schotland en kwalificatie voor het WK van 1990 werd onmogelijk. De inhaalrace kwam te laat en met één punt achterstand op Schotland moest Frankrijk thuisblijven.

#### EK 1992

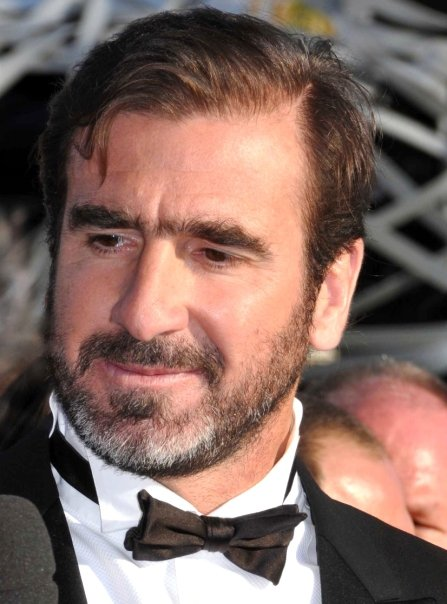
Éric Cantona

Platini bleef bondscoach en Frankrijk maakte indruk door alle acht wedstrijden voor kwalificatie voor het EK in 1992 te winnen. Vooral uitoverwinningen op Tsjecho-Slowakije en Spanje maakten indruk. Jean-Pierre Papin was uitgegroeid tot een gevreesde aanvaller bij Olympique Marseille en maakte negen doelpunten. Éric Cantona was omstreden vanwege zijn gedrag in het Franse voetbal, maar op aandringen van Platini maakte hij een succesvolle come-back in Engeland, waar hij Leeds United kampioen maakte. Met dit duo behoorde Frankrijk voor het EK in Zweden met Duitsland en Nederland tot de favorieten. De eerste wedstrijden maakte Frankrijk weinig indruk met twee gelijke spelen tegen Zweden en Engeland en vooral defensief spel. Platini durfde tegen Denemarken meer risico's te nemen, maar Denemarken, dat alleen deelnam aan het toernooi vanwege uitsluiting van Joegoslavië vocht voor zijn laatste kans en kwam met 1-0 voor. Een gelijkmaker van Papin zou genoeg zijn om de halve finales te halen, maar door een doelpunt van Lars Elstrup was Frankrijk voortijdig uitgeschakeld en Platini stopte op als coach. Denemarken zou later ook de andere favorieten Nederland en Duitsland uitschakelen en Europees Kampioen worden.

#### WK 1994
Zijn assistent Gérard Houllier volgde Platini op. Kwalificatie voor het WK van 1994 begon slecht met een 2-0-nederlaag tegen Bulgarije, maar daarna volgden zes overwinningen en één gelijkspel. Een overwinning op het op de laatste plaats staande Israël zou genoeg zijn voor plaatsing, maar in de laatste tien minuten vergooide Frankrijk een 1-2 voorsprong, 3-2 voor Israël. Zweden was nu geplaatst en Frankrijk had één punt voorsprong op Bulgarije, de laatste wedstrijd was tegen deze ploeg. Éric Cantona scoorde de openingstreffer, maar voor rust maakte Emil Kostadinov de gelijkmaker. Tevergeefs zocht Bulgarije naar een opening in de tweede helft, maar de Fransen hielden stand. Totdat David Ginola in de laatste minuut een vrije bal in het Bulgaarse strafschopgebied slordig inleverde en Bulgarije een laatste aanvalsmogelijkheid gaf. In een razendsnelle tegenaanval scoorde Kostadinov een uitstekend doelpunt en de Fransen waren verslagen. Houillier nam ontslag, de uitgekotste Ginola vertrok naar een Engelse club en Aimé Jacquet werd de nieuwe bondcoach.

### 1994-2006: periode Zidane, een WK- en EK-titel, afgang in Azië en een fatale kopstoot

#### EK 1996
Jaquet formeerde een nieuw team om Frankrijk klaar te stomen voor het WK van 1998 in eigen land. Van Papin en Ginola werd afscheid genomen. Frankrijk raakte zijn aanvoerder Éric Cantona kwijt, die in januari 1995 voor negen maanden werd geschorst, nadat hij spelend voor zijn club Manchester United een karatetrap uitdeelde aan een fan van Crystal Palace, die hem uitschold. Cantona zou nooit meer voor het nationale team uitkomen ondanks het feit, dat hij na zijn schorsing de absolute uitblinker was van Manchester United. Vervangers waren spelers als Zinédine Zidane en Youri Djorkaeff respectievelijk spelend voor Girondins de Bordeaux en Paris St. Germain. De start was stroef, in zes wedstrijden werd twee keer gewonnen en vier keer doelpuntloos gelijkgespeeld: de doelcijfers waren: 6-0. Frankrijk streed met Polen om de tweede plaats in de groep achter Roemenië en kwam in een direct duel met 0-1 achter, Djorkaeff scoorde vlak voor tijd gelijk. De volgende wedstrijden werden allemaal gewonnen, waaronder een 10-0-zege op Azerbeidzjan, de grootste zege van de Fransen ooit. Op het EK in Engeland won het in de groepsfase met 1-0 en 3-1 op respectievelijk Roemenië en  Bulgarije en speelde gelijk tegen Spanje. Het spel in de play-offs werd steeds terughoudender, vooral de aanval miste stootkracht. Zowel in de kwartfinale tegen Nederland als in de halve finale tegen Tsjechië werd niet gescoord. Frankrijk won van Nederland na strafschoppen door een misser van Clarence Seedorf, maar in de halve finales was Reynald Pedros de enige die een strafschop miste. Er was veel kritiek van met name de Engelse pers, die de absentie van de in de Engelse competitie excellerende Éric Cantona en David Ginola niet begrepen.

#### WK 1998

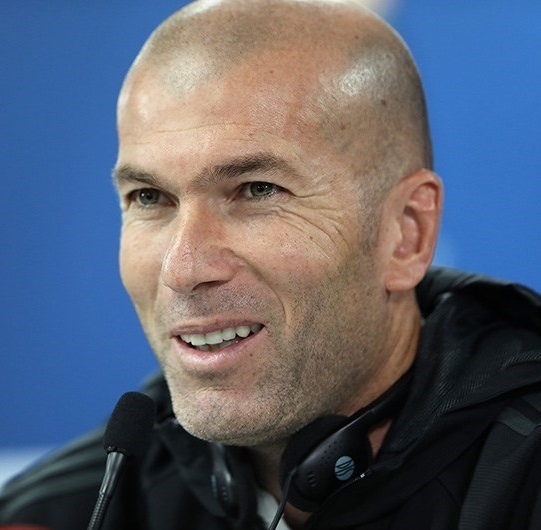
Zinédine Zidane

Zidane en Djorkaeff vertrokken na het EK naar Juventus en Inter Milan, met name Zidane groeide uit tot een wereldster. Na een 3-0-zege op het WK 1998 in eigen land tegen Zuid-Afrika werd met 4-0 gewonnen van Saoedi-Arabië, maar het land was in schok door een rode kaart van Zidane wegens natrappen. Hij werd geschorst voor twee  wedstrijden. Zonder Zidane had Frankrijk veel moeite met Paraguay,  pas in de 113e minuut maakte verdediger Laurent Blanc de "golden goal". In de kwartfinale tegen Italië was Zidane weer aanwezig in een terughoudende wedstrijd zonder veel kansen. In de strafschoppenserie won Frankrijk met 4-3, alleen Bixente Lizarazu miste een strafschop names "les bleues". Ook in de halve finale tegen Kroatië liep het stroef en in het begin van de tweede helft scoorde Davor Šuker namens de Kroaten. Het was opnieuw een verdediger die Frankrijk redde, Lilian Thuram scoorde twee doelpunten, het waren zijn enige doelpunten in 142 interlands. Frankrijk haalde de finale, maar raakte Blanc kwijt, hij ontving een rode kaart na theatraal gedrag van Slaven Bilić. In de finale tegen Brazilië stond Zidane op, hij scoorde tweemaal met kopgoals. In de tweede helft werd Marcel Desailly uit het veld gestuurd, maar Brazilië met de door een insult afwezig spelende Ronaldo kon geen vuist maken. In de slotfase scoorde Emmanuel Petit het derde doelpunt en Frankrijk was definitief wereldkampioen. Na de finale maakte Jaquet bekend dat hij stopte als bondscoach, Roger Lemerre volgde hem op.

#### EK 2000

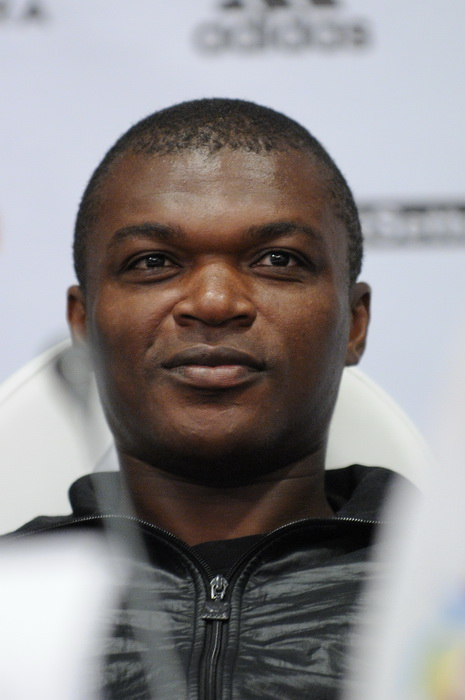
Marcel Desailly

Kwalificatie voor het Europees kampioenschap van 2000 was voor de kersverse Wereldkampioen een moeizame zaak, er werd thuis verloren van Rusland, twee keer gelijk gespeeld tegen Oekraïne en gelijk gespeeld tegen IJsland. Symptonisch waren ook de wedstrijden tegen de debuterende dreumes Andorra, thuis werd er met 2-0 gewonnen en uit won het door een benutte strafschop van Frank Lebœuf drie minuten voor tijd. Op de laatste speeldag stonden Frankrijk en Rusland één punt achter op Oekraïne, het doelsaldo van de Russen was beter. Rusland en Oekraïne speelden tegen elkaar en Frankrijk moest winnen van IJsland en hopen op een gelijkspel in de andere wedstrijd. Frankrijk kwam met 2-0 voor, raakte de voorsprong kwijt, maar David Trezeguet scoorde het winnende doelpunt. Frankrijk werd groepswinnaar, omdat in de slotfase Oekraïne gelijk maakte tegen Rusland. Op het EK in Nederland en België vond Frankrijk onder het inspirerende spel van Zidane zijn vorm terug. Denemarken en Tsjechië werden verslagen en de kwartfinales waren al zeker. De derde tegenstander Nederland was ook al zeker van plaatsing, maar Nederland wilde groepswinnaar worden om in Nederland te blijven spelen. Frankrijk spaarde veel spelers zoals Zidane en verloor met 3-2. In de kwartfinale won Frankrijk met 2-1 van Spanje door doelpunten van Zidane en Djorkaeff, Raúl miste namens Spanje een strafschop in de slotfase. In de halve finale tegen Portugal kwam de ploeg op achterstand door een doelpunt van Nuno Gomez, Thierry Henry maakte gelijk. Drie minuten voor het einde van de verlengingen gaf de scheidsrechter een strafschop na een handsbal van Abel Xavier, Zidane scoorde de "golden goal". Ook de finale tegen Italië was een spannende wedstrijd, in de 55e minuut scoorde Marco Delvecchio voor Italië. Frankrijk leek de wedstrijd te verliezen, maar ver in blessuretijd scoorde invaller Sylvain Wiltord de gelijkmaker. In de verlenging maakten de andere twee invallers het af, Robert Pirès bediende David Trezeguet, die in de 103e minuut de "golden goal" scoorde. Frankrijk was het eerste land dat na de wereldtitel ook de Europese titel veroverde.

#### WK 2002

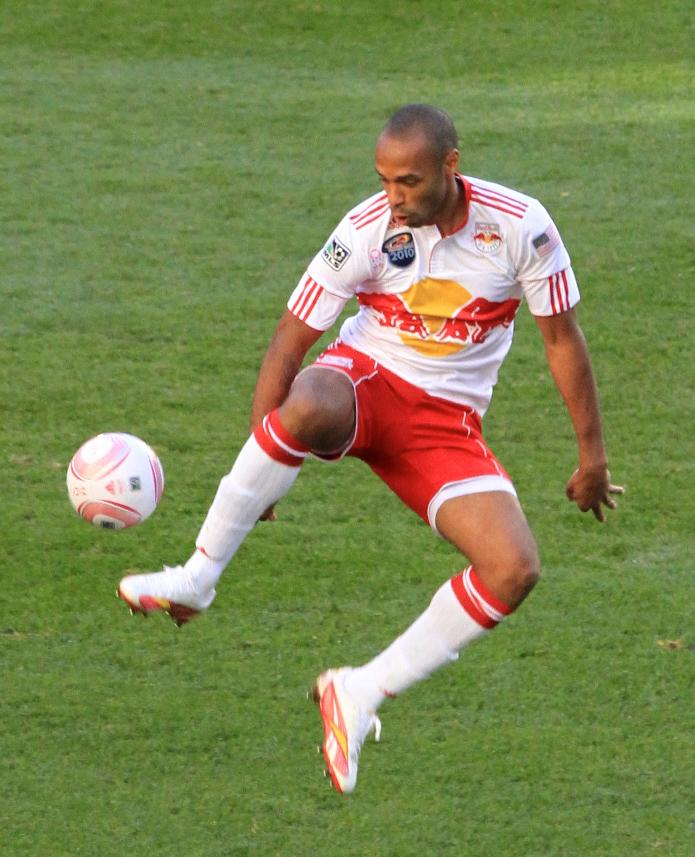
Thierry Henry

In 2001 veroverde Frankrijk de FIFA Confederations Cup door met 1-0 van Japan te winnen. Een paar weken voor het WK in Zuid-Korea en Japan won Zinédine Zidane opnieuw een grote prijs, met zijn club Real Madrid won hij ten koste van Bayer 04 Leverkusen de Europa Cup I. Een week voor de openingswedstrijd sloeg het noodlot toe, Zidane blesseerde zich in een oefenwedstrijd tegen Zuid-Korea, hij zou de eerste twee wedstrijden moeten missen. Zonder zijn leider kon Frankrijk geen vuist maken tegen het debuterende Senegal en ze verloren met 0-1. In de volgende wedstrijd tegen Uruguay bleef het 0-0, maar nog erger was het feit dat Frankrijk ook zijn tweede vedette Thiery Henry kwijt raakte, Henry ontving in de 25e minuut al rood na een onbesuisde tackle. Frankrijk moest nu met twee doelpunten verschil winnen van Denemarken om alsnog de achtste finales te halen. De nood was hoog en de goed ingetapete Zidane werd opgelapt om alsnog mee te doen. Het hielp niet, want na een 2-0-nederlaag tegen Denemarken was het over en sluiten. Frankrijk had zelf geen enkele doelpunt gescoord en was na Italië 1950 en Brazilië 1966 de derde wereldkampioen, die in de eerste ronde was uitgeschakeld. Na de afgang in Azië werd Roger Lemerre ontslagen, Jacques Santini volgde hem op.

#### EK 2004
In de kwalificatie voor het EK van 2004 werden alle acht wedstrijden gewonnen, de voorsprong was 10 punten op Slovenië. Op het EK in Portugal ontsnapte Frankrijk aan een nederlaag tegen Engeland. Engeland stond in blessuretijd met 1-0 voor en had een strafschop gemist dankzij David Beckham, maar in de blessuretijd scoorde Zidane uit een vrije trap en een strafschop. Na een 2-2-gelijkspel tegen Kroatië en een 3-1-zege op Zwitserland werd de kwartfinale gehaald. In de kwartfinale kon de ploeg geen vuist maken tegen het verdedigend spelende Griekenland en werd met 1-0 verslagen. Niet alleen coach Santini stapte op, ook Zinédine Zidane, Claude Makélélé, Marcel Desailly en Lilian Thuram namen afscheid van het team.

#### WK 2006

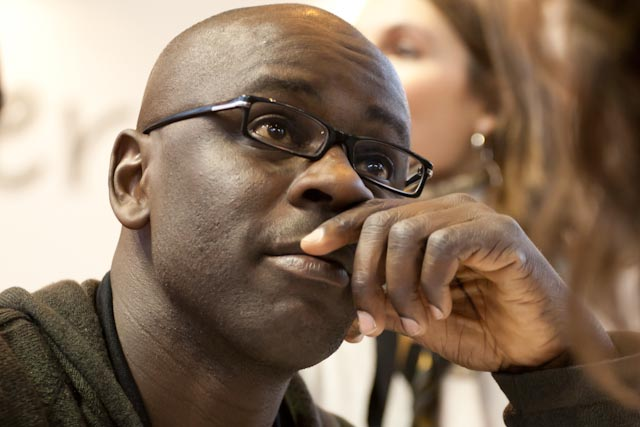
Lilian Thuram

Onder de nieuwe coach Raymond Domenech was de start voor kwalificatie voor het WK van 2006 beroerd, alle thuiswedstrijden tussen Ierland, Zwitserland en Ierland werden doelpuntloos gelijk gespeeld. Domenech verzocht met succes de terugkeer van Zidane, Makélélé en Thuram en met deze drie werd de uitwedstrijd tegen Ierland gewonnen. Frankrijk werd eerste met twee punten voorsprong op Zwitserland en Israël. Zidane verklaarde voor het WK dat hij daar zijn laatste wedstrijden als prof zou spelen. De start op het WK in Duitsland was ook niet best, 0-0 tegen Zwitserland en 1-1 tegen Zuid-Korea. Zidane ontving in beide wedstrijden een gele kaart en was geschorst voor de wedstrijd tegen Togo. Zidane bleef in het toernooi, omdat zijn teammaten met 2-0 van Togo wonnen. In de play-offs was Zidane van onschatbare waarde, hij scoorde tegen Spanje het laatste doelpunt (3-1) en benutte in de halve finale een strafschop tegen Portugal. Meest indrukwekkende wedstrijd was de kwartfinale tegen Brazilië waar Zidane het middenveld domineerde met subtiel spel. Henry scoorde in de tweede helft het enige doelpunt na een vrije trap van Zidane. In de finale tegen Italië scoorde Zidane uit een strafschop, hij was de vierde speler na Vavá, Pelé en Breitner die in twee finales scoorde. In de twee helft scoorde Marco Materazzi uit een gelijkmaker. In de verlengingen scoorde Zidane bijna uit een kopbal, maar een miraculeuze redding van Gianluigi Buffon voorkwam een doelpunt. Vlak daarna provoceerde Materazzi Zidane, waarna Zidane wraak nam met een kopstoot. Het was meteen zijn laatste daad als profvoetballer, want hij werd uit het veld gestuurd. In de strafschoppenserie miste alleen David Trezeguet een strafschop en Frankrijk werd tweede.

### 2006-2012: handsbal Henry, ruzie in Zuid-Afrika en Oekraïne

#### EK 2008

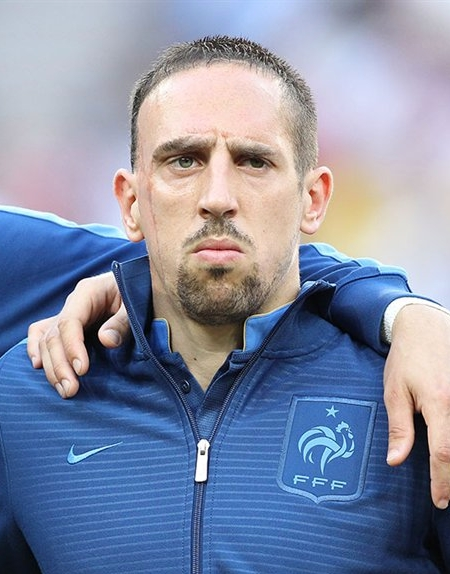
Franck Ribéry

Er was snel kans op revanche op Italië, twee maanden na dato won Frankrijk met 3-1, de return eindigde in 0-0. Frankrijk verloor twee keer van Schotland, maar omdat Schotland de laatste twee wedstrijden verloor kwalificeerde het zich met twee punten voorsprong op Schotland en drie achter Italië. Voor de selectie van het EK baarde Domenech opzien door Trezeguet bijna niet te selecten voor het team vanwege zijn sterrenbeeld. De eerste wedstrijd van het EK in Zwitserland en Oostenrijk tegen Roemenië was een wedstrijd zonder hoogtepunten en het bleef 0-0. Tegen Nederland kreeg Frankrijk genoeg kansen, maar dankzij sterk keeperwerk van Edwin van der Sar en doeltreffend spel van de Nederlandse aanvallers werd het 4-1 voor Nederland. De wedstrijd tegen Italië moest worden gewonnen, Domenech passeerde record-international Lilian Thuram ten gunste van Éric Abidal, die in de 25e minuut een strafschop veroorzaakte en uit het veld werd gestuurd. De strafschop werd benut en Frankrijk verloor uiteindelijk met 2-0. Na het mislukte toernooi namen Thuram en Makelélé afscheid van het team, Trezeguet stopte, omdat hij niet meer onder Domenech wilde spelen.

#### WK 2010
Ondanks hevige kritiek in de Franse pers bleef Domenech trainer van het Franse team. Kwalificatie voor het WK in 2010 begon slecht met een nederlaag tegen Oostenrijk en een gelijkspel tegen Roemenië na een 2-0 achterstand. Frankrijk eindigde als tweede in zijn groep met één punt achterstand op Servië en moest play-offwedstrijden spelen tegen Ierland. De uitwedstrijd tegen Ierland werd met 0-1 gewonnen door een doelpunt van Nicolas Anelka. In de return maakte Robbie Keane het enige doelpunt in de officiële speeltijd. In de verlenging maakte William Gallas gelijk en Frankrijk was gekwalificeerd voor het WK. Voorafgaand aan het doelpunt maakte Thierry Henry twee keer hands, hetgeen grote verontwaardiging opleverde in Ierland, tot in het parlement aan toe. Een verzoek van de Ierse voetbalbond om de wedstrijd over te laten spelen werd afgewimpeld door de FIFA. Later lekte uit, dat de FIFA de Ierse voetbalbond vijf miljoen betaalde om een rechtszaak tegen de FIFA te voorkomen. Het WK in Zuid-Afrika begon slecht, na een 0-0 tegen Uruguay en een 2-0-nederlaag tegen Mexico was een snelle uitschakeling nabij. Na de wedstrijd tegen Mexico werd Anelka naar huis gestuurd omdat hij Domenech zou hebben geantwoord met "va t'enculer, fils de pute" (Nederlands: "val toch dood, hoerenzoon") toen deze hem vroeg niet te veel uit zijn positie te lopen. Tijdens de training werd zelfs gevochten tussen Patrice Evra en de fitness-coach, waarna enkele spelers begonnen te staken. Domenech ontnam hem de aanvoerdersband en degradeerde hem tot een plaats op de reservebank. De laatste wedstrijd tegen Zuid-Afrika eindigde in een 2-1-nederlaag. Na afloop weigerde Domenec de hand van de Zuid-Afrikaanse bondscoach te schudden. Na het beschamende toernooi werden alle spelers voor de eerste nieuwe wedstrijd niet opgeroepen door de Franse voetbalbond, Henry moest zich verantwoorden bij de president en met name Anelka en Evra kregen een stevige schorsing.

#### EK 2012

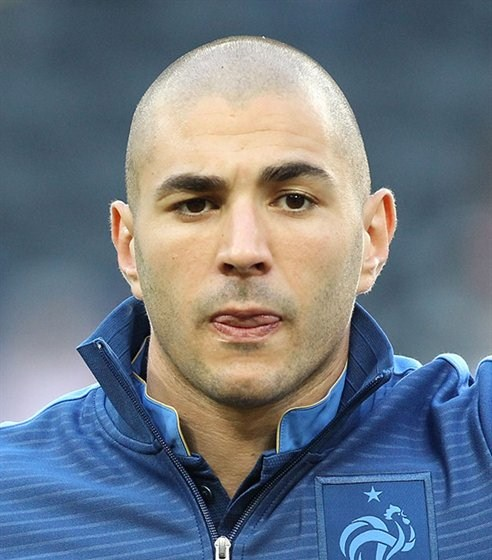
Karim Benzema

Onder de nieuwe coach Laurent Blanc moest Frankrijk zich rehabiliteren, de openingswedstrijd voor kwalificatie voor het EK van 2012 was slecht, want thuis werd er met 0-1 gewonnen van Wit-Rusland. In de volgende wedstrijden werd er zeven keer gewonnen en één keer gelijk gespeeld en had de ploeg aan een gelijkspel tegen Bosnië en Herzegovina genoeg om zich te plaatsen. Lange tijd stond Frankrijk met 0-1 achter, maar een benutte strafschop van Samir Nasri na een zelf afgedwongen actie zorgde voor kwalificatie. Het EK in Polen en Oekraïne werd opnieuw geen succes, wel werd de kwartfinale gehaald na een overwinning op Oekraĩne (0-2), een gelijkspel tegen Engeland (1-1) en een nederlaag tegen Zweden (0-2). In de kwartfinale had de ploeg mede door een te afwachtende houding geen schijn van kans tegen Spanje: 2-0-nederlaag. Na afloop was er weer een incident: Nasri reageerde furieus toen een Franse journalist hem om een reactie vroeg. Volgens de voetballer was de verslaggever uit op schandalen. "Donder op!", was daarop de reactie van de verslaggever, waarna Nasri reageerde met een scheldkanonnade en zijn ondervrager (tevergeefs) vroeg mee naar buiten te gaan om het "als mannen onder elkaar" op te lossen. De Franse voetbalbond schorste Nasri voor twee jaar. Hij zou nooit meer uitkomen voor het Franse team.

### 2012-heden: Nieuwe successen onder Deschamps
Direct na het EK van 2012 maakte de Frans bond bekend dat de 103-voudig oud-international Didier Deschamps de nieuwe bondscoach werd van het nationale elftal.

#### WK 2014
Frankrijk streed met Spanje om de eerste plaats in de kwalificatie-groep voor het WK van 2014. In de uitwedstrijd scoorde Olivier Giroud in de blessure-tijd de gelijkmaker (1-1), maar de thuiswedstrijd werd met 0-1 verloren. In de play-offs werd eerst met 2-0 van Oekraïne verloren, maar in de thuiswedstrijd zette Frankrijk alles recht: 3-0 met twee treffers van Mamadou Sakho. Vlak voor het WK viel Franck Ribéry uit, hij zou vlak daarna afscheid nemen van het Franse team. Frankrijk was al snel zeker van de achtste finales na twee duidelijke zeges op Honduras (3-0) en Zwitserland (5-2 na een 5-0-voorsprong). Doellijntechnologie debuteerde op een WK tijdens Frankrijk-Honduras en het bewees zijn waarde bij het tweede Franse doelpunt van Karim Benzema. In de achtste finales werd Nigeria in de slotfase verslagen. In de kwartfinale tegen Duitsland kwam Frankrijk snel met 1-0 achter en Frankrijk was niet bij machte het Duitsland moeilijk te maken.

#### EK 2016

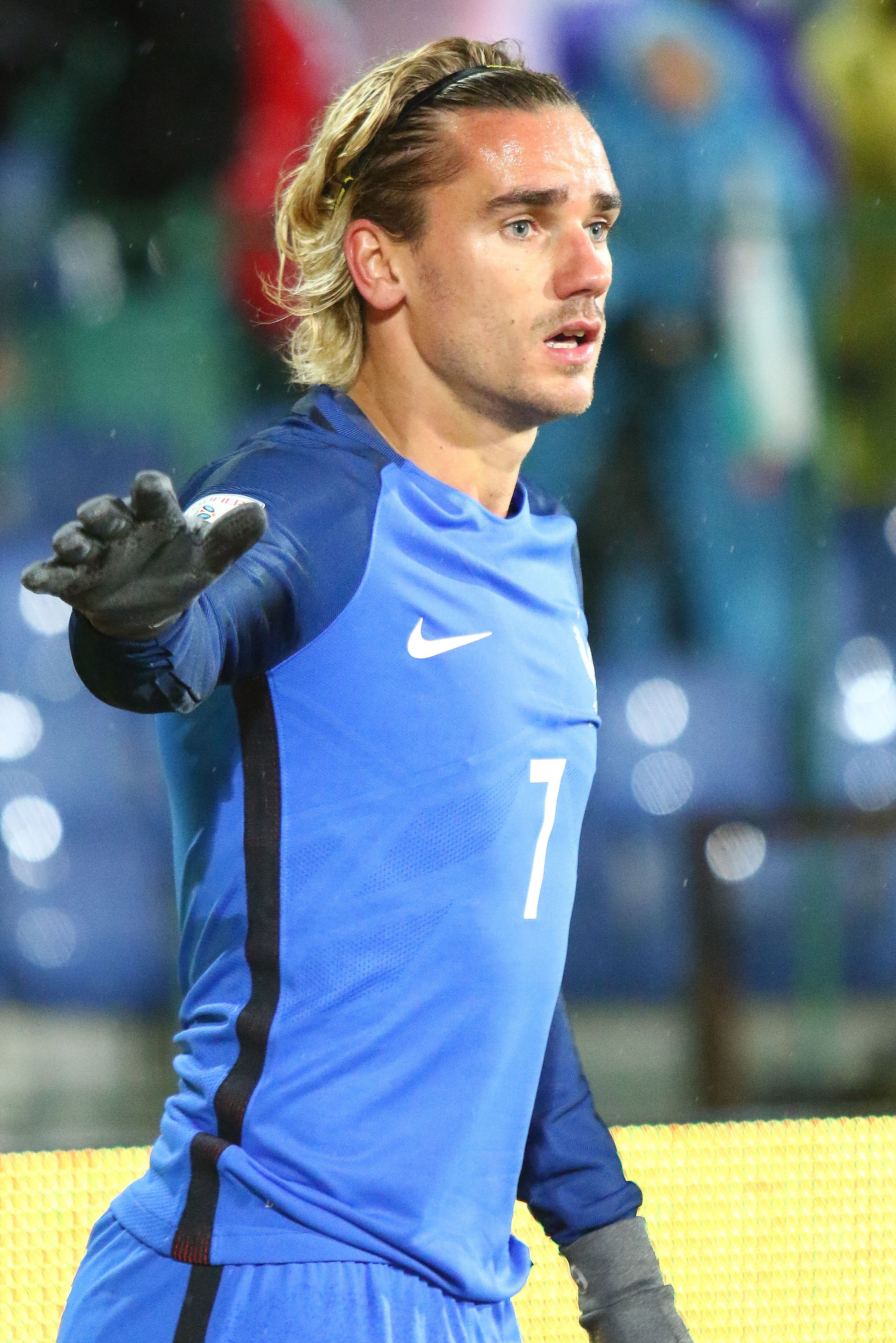
Antoine Griezmann

Frankrijk organiseerde het EK en hoefde geen kwalificatie-wedstrijden te spelen. Voor het toernooi ontstond een enorme rel rond Karim Benzema, Benzema gaf toe ploeggenoot Mathieu Valbuena verteld te hebben om 150.000 euro aan chanteurs te betalen om te voorkomen dat een sekstape met Valbuena openbaar zou worden. Benzema stelde dat het slechts een goedbedoeld advies betrof. Hij moest een nacht doorbrengen in een Franse cel en hij werd vanwege de affaire niet opgenomen in de Franse selectie voor het EK voetbal van 2016. Frankrijk begon het toernooi moeizaam, de wedstrijden tegen Roemenië en Albanië werden in de slotfase gewonnen. Dimitri Payet scoorde tegen Roemenië een van de mooiste treffers in het seizoen door met zijn linkerbeen de bal in de kruising te schieten. Coach Didier Deschamps baarde opzien in de wedstrijden tegen Albanië door zijn sterspelers Antoine Griezmann en Paul Pogba te passeren. In de achtste finale tegen Ierland maakte Griezmann in de tweede helft een 0-1 achterstand goed met twee treffers en in de kwartfinale werd het verrassende IJsland gedecideerd met 5-2 verslagen. In de halve finale was Frankrijk tegen Duitsland vaak de onderliggende partij, maar individuele fouten van de Duitsers werden door Griezmann afgestraft: 2-0. Frankrijk haalde voor de derde keer de finale van een groot toernooi in eigen land, maar in tegenstelling tot in 1984 en 1998 werd de finale niet gewonnen. In een wedstrijd zonder veel hoogtepunten werd in de verlenging met 0-1 van Portugal verloren door een doelpunt van invaller Éder.

#### WK 2018

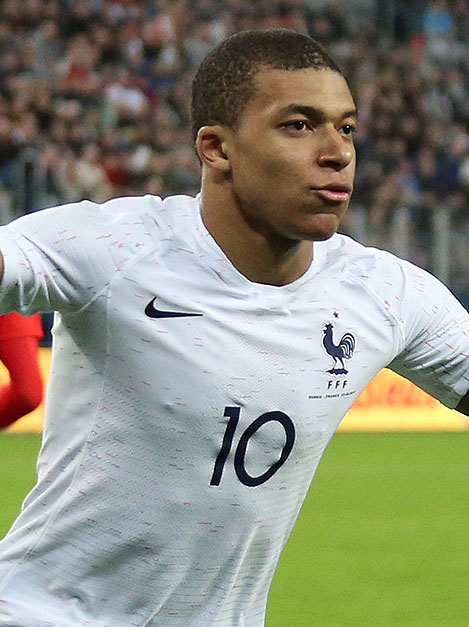
Kylian Mbappé

Het kwalificatie-toernooi van het WK 2018 begon met een doelpuntloos gelijkspel tegen Wit-Rusland, vier overwinningen op rij zorgde daarna voor een voorsprong. Belangrijk was met name een uitoverwinning op Nederland dankzij een schot van afstand van Pogba. Frankrijk verspeelde zijn leidende positie door een 2-1-nederlaag tegen Zweden, in blessure-tijd strafte Ola Toivonen een fout van doelman Hugo Lloris. Frankrijk nam de leiding van Zweden over dankzij een gala-voorstelling tegen Nederland (4-0), maar twee dagen later volgde een doelpuntloos gelijkspel tegen Luxemburg en was de voorsprong op Zweden nog één punt. In de laatste wedstrijden tegen Bulgarije en Wit-Rusland werd de voorsprong vast gehouden en plaatste Frankrijk zich met vier punten voorsprong op Zweden en Nederland.
Op het eindtoernooi werd Frankrijk ingedeeld met Australië, Peru en Denemarken. In de openingswedstrijd  tegen Australië kwam Frankrijk op voorsprong doordat Griezmann een penalty benutte in de 58e minuut. Frankrijk kreeg die penalty nadat VAR de beelden heeft gekregen. Maar nog geen 5 minuten later stond het 1-1. Jedinak benutte ook een strafschop nadat Umtiti een handsbal maakte. Een eigen doelpunt van Behich zorgde ervoor dat Frankrijk de wedstrijd won. In de tweede wedstrijd speelde Frankrijk tegen Peru. Mbappé scoorde in de 34e minuut het enige doelpunt van de wedstrijd. Door de winst was Frankrijk met nog een wedstrijd te gaan al zeker van de volgende ronde. Tegen Denemarken bleef het 0-0. Frankrijk werd groepswinnaar.
In de achtste finales moest Frankrijk het opnemen tegen Argentinië. Griezmann benutte een penalty waardoor Frankrijk op voorsprong kwam. Maar nog voor rust kwam Argentinië gelijk door een doelpunt van Di María. Mercado maakte er vlak voor rust 2-1 van voor de Zuid-Amerikanen. Frankrijk won uiteindelijk wel, mede door twee doelpunten van Mbappé: 4-3. In de kwartfinales moest Frankrijk het opnemen tegen Uruguay, die eerder dat toernooi huidig Europees kampioen Portugal versloeg. Doelpunten van Varane en Griezmann zette een 2-0-eindstand op het bord, Frankrijk zat bij de beste vier van het toernooi, waar het speelde tegen België, dat in de kwartfinales titelfavoriet Brazilië versloeg. Umtiti maakte het enige doelpunt van de wedstrijd in de 51e minuut na een ruststand van 0-0. Frankrijk stond voor de derde keer in de geschiedenis in de finale van het WK en won die met 4-2 van Kroatië, dankzij doelpunten van Mario Mandžukić (eigen doelpunt), Griezmann (strafschop), Pogba en Mbappé.

#### UEFA Nations League 2018/19
Frankrijk werd in divisie A van de nieuwe landencompetitie UEFA Nations League ingedeeld in groep 1 met Nederland en Duitsland. De vier groepswinnaars plaatsen zich voor de finaleronde. Frankrijk speelde de eerste groepswedstrijd op 6 september 2018 met 0–0 gelijk tegen Duitsland. Daarna werd er wel met 2–1 gewonnen van Nederland door doelpunten van Giroud en Mbappé. Na een 2–1-overwinning op de Duitsers verloor het met 2–0 van Nederland in De Kuip, waardoor de Fransen uiteindelijk tweede eindigde achter de Nederlanders.

#### EK 2020
Voor de kwalificatiereeks van het EK 2020 werd Frankrijk ingedeeld in groep H met IJsland, Turkije, Albanië, Moldavië en Andorra. In de uitwedstrijd tegen Turkije verloor Frankrijk met 2–0 en in de thuiswedstrijd tegen de Turken werd er met 1–1 gelijkgespeeld, maar alle overige wedstrijden werden gewonnen en dus plaatste Frankrijk zich als groepswinnaar voor een achtste maal op rij voor de eindronde van het Europees kampioenschap. Het EK 2020 stond gepland om plaats te vinden in twaalf landen tussen juni en juli 2020, maar het EK werd met een jaar geplaatst door de gevolgen van de coronapandemie. Het EK startte op 11 juni 2021.
Frankrijk belandde in Groep F, de Groep des Doods, met Duitsland, de wereldkampioen van 2014, Portugal, de Europees kampioen van 2016, en Hongarije. Voor het EK riep bondscoach Didier Deschamps voor het eerst in zes jaar Karim Benzema op voor de Franse selectie, na een rel rondom de Real Madrid-spits. Frankrijk opende haar EK met een 1–0 zege op Duitsland, dankzij een eigen doelpunt van Mats Hummels uit een voorzet van Lucas Hernández. In de tweede speelronde ging Frankrijk op bezoek bij Hongarije. In de blessuretijd van de eerste helft kwam Hongarije verrassend op voorsprong via Attila Fiola. In de 66ste minuut zette Griezmann Frankrijk weer op gelijke hoogte, maar het lukte Frankrijk niet om een zege te boeken. De groepsfase werd afgesloten met een duel tegen Portugal. Portugal kwam in de 31ste minuut op voorsprong nadat Ronaldo vanaf elf meter scoorde, oog in oog met Lloris, die de strafschop veroorzaakte met een overtreding op Danilo Pereira. In de blessuretijd van de eerste helft kreeg ook Frankrijk een penalty toegekend na een overtreding van Nélson Semedo op Mbappé. Ook Benzema schoot raak vanaf elf meter. Diezelfde Benzema schoot vlak na de rust ook raak, via de paal na een steekpass van Pogba. De assistent-scheidsrechter vlagde voor buitenspel, maar de VAR keurde het doelpunt wel goed. In de zestigste minuut werd de derde penalty van de avond gescoord door Ronaldo. De wedstrijd werd uitgespeeld met een 2–2 stand. Dit resultaat betekende dat Frankrijk zich als groepswinnaar kwalificeerde voor de achtste finales.
In de achtste finales nam Frankrijk het op tegen Zwitserland. In de vijftiende minuut kwam Zwitserland verrassend op voorsprong met een kopbal van Haris Seferović naar de onderhoek van het doel. In de 55ste minuut had Ricardo Rodríguez vanaf elf meter de kans om de Zwitserse voorsprong te verdubbelen, maar aanvoerder Lloris redde de strafschop. Binnen vijf minuten na de gestopte strafschop bezorgde Benzema Frankrijk de voorsprong met twee doelpunten. In de 75ste minuut maakte Pogba de 3–1 met een afstandsschot in de kruising. In de 81ste minuut maakte Seferović de Zwitserse aansluitingstreffer, met opnieuw een kopbal. In de slotfase van de wedstrijd werd een doelpunt van Mario Gavranović afgekeurd wegens buitenspel, maar Gavranović scoorde even later alsnog de gelijkmaker. Nadat Kingsley Coman op de lat schoot, werd de wedstrijd verlengd. Daarin werd niet gescoord en dus werd de wedstrijd beslist met een strafschoppenserie. Elk van de eerste negen penalty's werden benut. De laatste, van Mbappé, werd gestopt door Yann Sommer, waardoor Frankrijk was uitgeschakeld.

#### UEFA Nations League 2020/21
Frankrijk werd in groep 3 van de Nations League 2020/21 ingedeeld met titelverdediger Portugal, Kroatië en Zweden. Na een kleine overwinning op Zweden werd er net als in de WK-finale van 2018 met 4–2 gewonnen van Kroatië. Vervolgens werd er gelijkgespeeld tegen Portugal (0–0), wederom gewonnen van Kroatië (2–1) en gewonnen van Portugal en Zweden. Frankrijk werd daardoor met zestien punten uit zes wedstrijden groepswinnaar en plaatste zich voor de halve finales in de finaleronde, die  in oktober 2021 plaatsvond. In de halve finale op 7 oktober 2021 speelde ze tegen België. Na een 2–0 achterstand in de rust kwamen ze naast de noorderburen via doelpunten van Benzema en Mbappé. In de 90e minuut scoorde Theo Hernández de winnende 3–2. De finale tegen Spanje op 10 oktober 2021 kwamen ze wederom op achterstand. Karim Benzem maakte kort daarna al de gelijkmaker, waarna Kylian Mbappé tien minuten voor tijd de winnende treffer scoort. Frankrijk pakte daarmee de Nations League-titel van de tweede editie.

#### WK 2022
Voor de kwalificatie voor het WK 2022 in Qatar kwam de winnaar van 2018 in groep D terecht met Bosnië en Herzegovina, Finland, Kazachstan en Oekraïne. De Fransen speelde de eerste wedstrijd tegen Oekraïne gelijk met 1–1. Na twee overwinningen op rij werd er ook gelijkgespeeld tegen Bosnië en Herzegovina. Daarna deelde het ook wederom de punten met Oekraïne. De laatste drie wedstrijden werden gewonnen, waaronder een 8–0-overwinning op Kazachstan. In die wedstrijd scoorde Mbappé vier doelpunten. Frankrijk plaatste zich daardoor als groepswinnaar voor het WK van 2022.
Op dat wereldkampioenschap werd Frankrijk ingeloot in groep D met Denemarken, Australië en Tunesië.  Ze plaatste zich al voor de achtste finales van het toernooi nadat het de eerste twee groepswedstrijden tegen Australië (4–1) en Denemarken (2–1) gewonnen werden. Frankrijk werd daarmee de eerste titelverdediger die de groepsfase overleefd sinds Brazilië in 2006. De laatste groepswedstrijd werd er met een B-elftal verloren van Tunesië. In de achtste finales trof het Polen. De wedstrijd werd redelijk eenvoudig met 2–1 gewonnen. In de kwartinale speelde de Fransen tegen Engeland. Na een sterke wedstrijd van beide kanten ging Frankrijk na een 2–1 overwinning door naar de laatste vier van het wereldkampioenschap. In de halve finale moest Frankrijk tegen de verrassing van het toernooi: Marokko. Ze wonnen met 2–0 en plaatste zich voor de tweede keer op rij voor de WK-finale. In de finale op 18 december 2022 was het Argentinië van sterspeler Lionel Messi de tegenstander. In de wedstrijd was Argentinië feller en stonden zij ook verdiend met 2–0 voor. Na een overtreding kreeg Frankrijk in de 79e minuut een penalty, die door Mbappé benut werd. Kort daarna scoorde Mbappé de gelijkmaker. In de verlenging kwam Frankrijk wederom op achterstand door een treffer van Messi (3–2). Enkele minuten voor tijd maakte Argentinië binnen het zestienmetergebied een handsbal, waardoor Mbappé voor de tweede keer in de wedstrijd vanaf elf meter mocht aanleggen. Hij benutte de strafschop, waardoor er een strafschoppenserie kwam. Daarin miste de Fransmannen Kingsley Coman en Aurélien Tchouaméni, waardoor het Zuid-Amerikaanse land de finale na strafschoppen met 4–2 won en daarmee haar derde wereldtitel in de wacht sleepte. Mbappé werd wel de topscorer van het WK.

## Deelnamen aan internationale toernooien

### Wereldkampioenschap
| Wereldkampioenschap voetbal | Wereldkampioenschap voetbal    | Wereldkampioenschap voetbal    | Wereldkampioenschap voetbal    | Wereldkampioenschap voetbal    | Wereldkampioenschap voetbal    | Wereldkampioenschap voetbal    | Wereldkampioenschap voetbal    | Wereldkampioenschap voetbal    | Wereldkampioenschap voetbal |
| Jaar                        | Ronde                          | Wed.                           | W                              | G                              | V                              | DV                             | DT                             | Kwal                           |                             |
| --------------------------- | ------------------------------ | ------------------------------ | ------------------------------ | ------------------------------ | ------------------------------ | ------------------------------ | ------------------------------ | ------------------------------ | --------------------------- |
| 1930                        | Groepsfase                     | 3                              | 1                              | 0                              | 2                              | 4                              | 3                              |                                |                             |
| 1934                        | Eerste ronde                   | 1                              | 0                              | 0                              | 1                              | 2                              | 3                              | (Kwal.)                        |                             |
| 1938                        | Kwartfinale                    | 2                              | 1                              | 0                              | 1                              | 4                              | 4                              |                                |                             |
| 1950                        | Teruggetrokken                 | Teruggetrokken                 | Teruggetrokken                 | Teruggetrokken                 | Teruggetrokken                 | Teruggetrokken                 | Teruggetrokken                 | Teruggetrokken                 |                             |
| 1954                        | Groepsfase                     | 2                              | 1                              | 0                              | 1                              | 3                              | 3                              | (Kwal.)                        |                             |
| 1958                        | Derde                          | 6                              | 4                              | 0                              | 2                              | 23                             | 15                             | (Kwal.)                        |                             |
| 1962                        | Niet gekwalificeerd            | Niet gekwalificeerd            | Niet gekwalificeerd            | Niet gekwalificeerd            | Niet gekwalificeerd            | Niet gekwalificeerd            | Niet gekwalificeerd            | Niet gekwalificeerd            |                             |
| 1966                        | Groepsfase                     | 3                              | 0                              | 1                              | 2                              | 2                              | 5                              | (Kwal.)                        |                             |
| 1970                        | Niet gekwalificeerd            | Niet gekwalificeerd            | Niet gekwalificeerd            | Niet gekwalificeerd            | Niet gekwalificeerd            | Niet gekwalificeerd            | Niet gekwalificeerd            | Niet gekwalificeerd            |                             |
| 1974                        | Niet gekwalificeerd            | Niet gekwalificeerd            | Niet gekwalificeerd            | Niet gekwalificeerd            | Niet gekwalificeerd            | Niet gekwalificeerd            | Niet gekwalificeerd            | Niet gekwalificeerd            |                             |
| 1978                        | Groepsfase                     | 3                              | 1                              | 0                              | 2                              | 5                              | 5                              | (Kwal.)                        |                             |
| 1982                        | Vierde                         | 7                              | 3                              | 2                              | 2                              | 16                             | 12                             | (Kwal.)                        |                             |
| 1986                        | Derde                          | 7                              | 4                              | 2                              | 1                              | 12                             | 6                              | (Kwal.)                        |                             |
| 1990                        | Niet gekwalificeerd            | Niet gekwalificeerd            | Niet gekwalificeerd            | Niet gekwalificeerd            | Niet gekwalificeerd            | Niet gekwalificeerd            | Niet gekwalificeerd            | Niet gekwalificeerd            |                             |
| 1994                        | Niet gekwalificeerd            | Niet gekwalificeerd            | Niet gekwalificeerd            | Niet gekwalificeerd            | Niet gekwalificeerd            | Niet gekwalificeerd            | Niet gekwalificeerd            | Niet gekwalificeerd            |                             |
| 1998                        | Kampioen                       | 7                              | 6                              | 1                              | 0                              | 15                             | 2                              |                                |                             |
| 2002                        | Groepsfase                     | 3                              | 0                              | 1                              | 2                              | 0                              | 3                              |                                |                             |
| 2006                        | Tweede                         | 7                              | 4                              | 3                              | 0                              | 9                              | 3                              | (Kwal.)                        |                             |
| 2010                        | Groepsfase                     | 3                              | 0                              | 1                              | 2                              | 1                              | 4                              | (Kwal.)                        |                             |
| 2014                        | Kwartfinale                    | 5                              | 3                              | 1                              | 1                              | 10                             | 3                              | (Kwal.)                        |                             |
| 2018                        | Kampioen                       | 7                              | 6                              | 1                              | 0                              | 14                             | 6                              | (Kwal.)                        |                             |
| 2022                        | Tweede                         | 7                              | 5                              | 1                              | 1                              | 16                             | 8                              | (Kwal)                         |                             |
| 2026                        | Kwalificatie nog niet begonnen | Kwalificatie nog niet begonnen | Kwalificatie nog niet begonnen | Kwalificatie nog niet begonnen | Kwalificatie nog niet begonnen | Kwalificatie nog niet begonnen | Kwalificatie nog niet begonnen | Kwalificatie nog niet begonnen |                             |
| Totaal                      | 16 keer                        | 73                             | 39                             | 14                             | 20                             | 136                            | 85                             |                                |                             |

### Europees kampioenschap voetbal
| 1960   | Vierde              | 2                   | 0                   | 0                   | 2                   | 4                   | 7                   | (Kwal.)             |
| 1964   | Niet gekwalificeerd | Niet gekwalificeerd | Niet gekwalificeerd | Niet gekwalificeerd | Niet gekwalificeerd | Niet gekwalificeerd | Niet gekwalificeerd | Niet gekwalificeerd |
| 1968   | Niet gekwalificeerd | Niet gekwalificeerd | Niet gekwalificeerd | Niet gekwalificeerd | Niet gekwalificeerd | Niet gekwalificeerd | Niet gekwalificeerd | Niet gekwalificeerd |
| 1972   | Niet gekwalificeerd | Niet gekwalificeerd | Niet gekwalificeerd | Niet gekwalificeerd | Niet gekwalificeerd | Niet gekwalificeerd | Niet gekwalificeerd | Niet gekwalificeerd |
| 1976   | Niet gekwalificeerd | Niet gekwalificeerd | Niet gekwalificeerd | Niet gekwalificeerd | Niet gekwalificeerd | Niet gekwalificeerd | Niet gekwalificeerd | Niet gekwalificeerd |
| 1980   | Niet gekwalificeerd | Niet gekwalificeerd | Niet gekwalificeerd | Niet gekwalificeerd | Niet gekwalificeerd | Niet gekwalificeerd | Niet gekwalificeerd | Niet gekwalificeerd |
| 1984   | Kampioen            | 5                   | 5                   | 0                   | 0                   | 14                  | 4                   |                     |
| 1988   | Niet gekwalificeerd | Niet gekwalificeerd | Niet gekwalificeerd | Niet gekwalificeerd | Niet gekwalificeerd | Niet gekwalificeerd | Niet gekwalificeerd | Niet gekwalificeerd |
| 1992   | Groepsfase          | 3                   | 0                   | 2                   | 1                   | 2                   | 3                   | (Kwal.)             |
| 1996   | Halve finale        | 5                   | 2                   | 3                   | 0                   | 5                   | 2                   | (Kwal.)             |
| 2000   | Kampioen            | 6                   | 5                   | 0                   | 1                   | 13                  | 7                   | (Kwal.)             |
| 2004   | Kwartfinale         | 4                   | 2                   | 1                   | 1                   | 7                   | 5                   | (Kwal.)             |
| 2008   | Groepsfase          | 3                   | 0                   | 1                   | 2                   | 1                   | 6                   | (Kwal.)             |
| 2012   | Kwartfinale         | 4                   | 1                   | 1                   | 2                   | 3                   | 5                   | (Kwal.)             |
| 2016   | Tweede              | 7                   | 5                   | 1                   | 1                   | 13                  | 5                   |                     |
| 2020   | Achtste finale      | 4                   | 1                   | 3                   | 0                   | 7                   | 6                   | (Kwal.)             |
| 2024   | Halve finale        | 6                   | 2                   | 3                   | 1                   | 4                   | 3                   | (Kwal.)             |
| Totaal | 11                  | 49                  | 23                  | 15                  | 11                  | 73                  | 52                  |                     |

### FIFA Confederations Cup
| FIFA Confederations Cup | FIFA Confederations Cup | FIFA Confederations Cup | FIFA Confederations Cup | FIFA Confederations Cup | FIFA Confederations Cup | FIFA Confederations Cup | FIFA Confederations Cup | FIFA Confederations Cup |
| Jaar                    | Ronde                   | Wed.                    | W                       | G                       | V                       | DV                      | DT                      |                         |
| ----------------------- | ----------------------- | ----------------------- | ----------------------- | ----------------------- | ----------------------- | ----------------------- | ----------------------- | ----------------------- |
| 2001                    | Kampioen                | 5                       | 4                       | 0                       | 1                       | 12                      | 2                       |                         |
| 2003                    | Kampioen                | 5                       | 5                       | 0                       | 0                       | 12                      | 3                       |                         |
| Totaal                  | 2 keer                  | 10                      | 9                       | 0                       | 1                       | 24                      | 5                       |                         |

### UEFA Nations League
| 2018–19 | A | 6e  | 4 | 2 | 1 | 1 | 4  | 4 | Stabiel |
| 2020–21 | A | 1e  | 6 | 5 | 1 | 0 | 12 | 5 | Stabiel |
| 2022–23 | A | 12e | 6 | 1 | 2 | 3 | 5  | 7 | Stabiel |

## FIFA-wereldranglijst[16]
| 1993 | 1994 | 1995 | 1996 | 1997 | 1998 | 1999 | 2000 | 2001 | 2002 | 2003 | 2004 | 2005 | 2006 | 2007 | 2008 | 2009 | 2010 | 2011 | 2012 | 2013 | 2014 | 2015 | 2016 | 2017 | 2018 | 2019 | 2020 | 2021 | 2022 | 2023 | 2024 |
| ---- | ---- | ---- | ---- | ---- | ---- | ---- | ---- | ---- | ---- | ---- | ---- | ---- | ---- | ---- | ---- | ---- | ---- | ---- | ---- | ---- | ---- | ---- | ---- | ---- | ---- | ---- | ---- | ---- | ---- | ---- | ---- |
| 15   | 19   | 8    | 3    | 6    | 2    | 3    | 2    | 1    | 2    | 2    | 2    | 5    | 4    | 7    | 11   | 7    | 18   | 15   | 17   | 20   | 7    | 25   | 7    | 9    | 2    | 2    | 2    | 3    | 3    | 2    | 2    |

## Tenue

### Sponsor
| Periode   | Kledingsponsor |
| --------- | -------------- |
| 1966-1971 | Le Coq Sportif |
| 1971-2010 | Adidas         |
| 2010-     | Nike           |

## Huidige selectie
De volgende spelers maken deel uit van de selectie voor het EK 2024.
Interlands en doelpunten bijgewerkt tot en met de wedstrijd tegen  Spanje op 9 juli 2024.
|             |                     |      |        |                     |
|             |                     |      |        |                     |
|             |                     |      |        |                     |
| Nr.         | Naam                | Wed. | Dlpnt. | Club                |
| Doel        |                     |      |        |                     |
| 16          | Mike Maignan        | 22   | 0      | AC Milan            |
| 23          | Alphonse Aréola     | 5    | 0      | West Ham United     |
| 1           | Brice Samba         | 3    | 0      | RC Lens             |
| Verdediging |                     |      |        |                     |
| 2           | Benjamin Pavard     | 54   | 5      | Internazionale      |
| 5           | Jules Koundé        | 34   | 0      | FC Barcelona        |
| 22          | Theo Hernández      | 33   | 2      | AC Milan            |
| 4           | Dayot Upamecano     | 26   | 2      | Bayern München      |
| 17          | William Saliba      | 21   | 0      | Arsenal             |
| 24          | Ibrahima Konaté     | 16   | 0      | Liverpool           |
| 21          | Jonathan Clauss     | 13   | 2      | Olympique Marseille |
| 3           | Ferland Mendy       | 10   | 0      | Real Madrid         |
| Middenveld  |                     |      |        |                     |
| 13          | N'Golo Kanté        | 61   | 2      | Al-Ittihad          |
| 14          | Adrien Rabiot       | 48   | 4      | Juventus            |
| 8           | Aurélien Tchouaméni | 36   | 3      | Real Madrid         |
| 19          | Youssouf Fofana     | 21   | 3      | AS Monaco           |
| 6           | Eduardo Camavinga   | 21   | 1      | Real Madrid         |
| 18          | Warren Zaïre-Emery  | 3    | 1      | Paris Saint-Germain |
| Aanval      |                     |      |        |                     |
| 9           | Olivier Giroud      | 137  | 57     | AC Milan            |
| 7           | Antoine Griezmann   | 135  | 44     | Atlético Madrid     |
| 10          | Kylian Mbappé       | 84   | 48     | Real Madrid         |
| 20          | Kingsley Coman      | 57   | 8      | Bayern München      |
| 11          | Ousmane Dembélé     | 49   | 5      | Paris Saint-Germain |
| 15          | Marcus Thuram       | 24   | 2      | Internazionale      |
| 12          | Randal Kolo Muani   | 22   | 5      | Paris Saint-Germain |
| 25          | Bradley Barcola     | 5    | 0      | Paris Saint-Germain |

## Spelersrecords
- Laatst bijgewerkt: 27 november 2024

### Meeste interlands

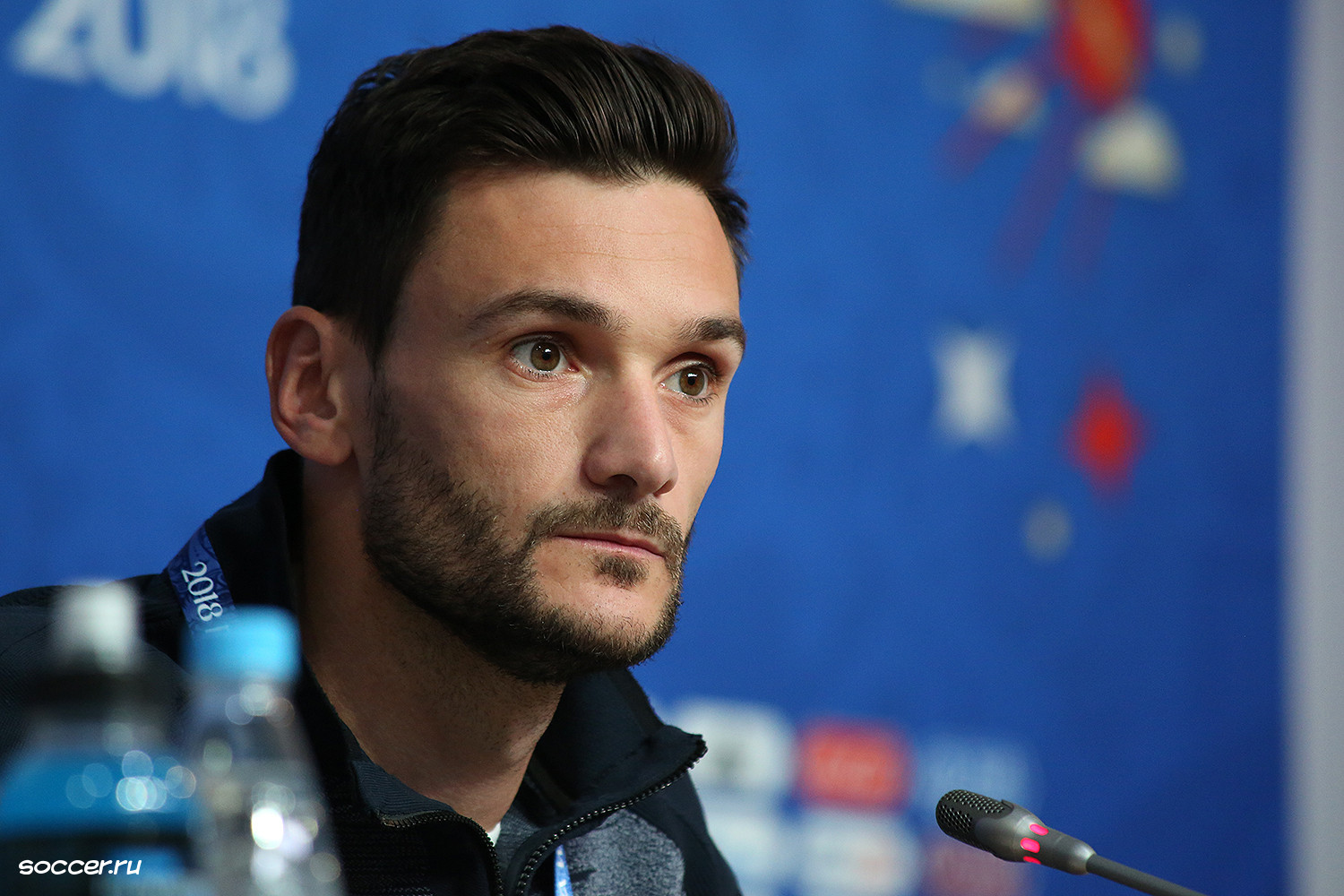
Hugo Lloris speelde de meeste wedstrijden voor Frankrijk

|    | Naam              | Carrière    | Interlands | Doelpunten |
| -- | ----------------- | ----------- | ---------- | ---------- |
| 1  | Hugo Lloris       | 2008 - 2022 | 145        | 0          |
| 2  | Lilian Thuram     | 1994 - 2008 | 142        | 2          |
| 3  | Olivier Giroud    | 2011 - 2024 | 137        | 57         |
| 3  | Antoine Griezmann | 2014 - 2024 | 137        | 44         |
| 5  | Thierry Henry     | 1997 - 2010 | 123        | 51         |
| 6  | Marcel Desailly   | 1993 - 2004 | 116        | 3          |
| 7  | Zinédine Zidane   | 1994 - 2006 | 108        | 31         |
| 8  | Patrick Vieira    | 1997 - 2009 | 107        | 6          |
| 9  | Didier Deschamps  | 1989 - 2000 | 103        | 4          |
| 10 | Karim Benzema     | 2007 - 2022 | 97         | 37         |
| 10 | Laurent Blanc     | 1989 - 2000 | 97         | 16         |
| 10 | Bixente Lizarazu  | 1992 - 2004 | 97         | 2          |

### Meeste doelpunten
|   | Naam              | Carrière   | Doelpunten | Interlands | Doelpunt/wedstrijd |
| - | ----------------- | ---------- | ---------- | ---------- | ------------------ |
| 1 | Olivier Giroud    | 2011-2024  | 57         | 137        | 0,42               |
| 2 | Thierry Henry     | 1997-2010  | 51         | 123        | 0,41               |
| 3 | Kylian Mbappé     | 2017-heden | 50         | 90         | 0,56               |
| 4 | Antoine Griezmann | 2014-2024  | 44         | 137        | 0,32               |
| 5 | Michel Platini    | 1976-1987  | 41         | 72         | 0,57               |
| 6 | Karim Benzema     | 2007-2022  | 37         | 97         | 0,38               |
| 7 | David Trezeguet   | 1998-2008  | 34         | 71         | 0,48               |
| 8 | Zinédine Zidane   | 1994-2006  | 31         | 108        | 0,29               |
| 9 | Just Fontaine†    | 1953-1960  | 30         | 21         | 1,43               |
| 9 | Jean-Pierre Papin | 1986-1995  | 30         | 54         | 0,56               |

## Bekende (oud-)spelers
- Éric Abidal
- Fabien Barthez
- Larbi Ben Barek
- Karim Benzema
- Laurent Blanc
- Vincent Candela
- Éric Cantona
- Djibril Cissé
- Grégory Coupet
- Didier Deschamps
- Marcel Desailly
- Christophe Dugarry
- Youri Djorkaeff
- Just Fontaine
- William Gallas
- David Ginola
- Olivier Giroud
- Bafétimbi Gomis
- Thierry Henry
- Christian Karembeu
- Raymond Kopa
- Bixente Lizarazu
- Hugo Lloris
- Claude Makélélé
- Kylian Mbappé
- Philippe Mexès
- Johan Micoud
- Henri Michel
- Jean-Pierre Papin
- Emmanuel Petit
- Robert Pirès
- Michel Platini
- Franck Ribéry
- Jérôme Rothen
- Willy Sagnol
- Mickaël Silvestre
- Lilian Thuram
- Jean Tigana
- Marius Trésor
- David Trezeguet
- Jérémy Toulalan
- Patrick Vieira
- Sylvain Wiltord
- Zinédine Zidane
- Jérémy Ménez

## Statistieken

### Van jaar tot jaar
- Bijgewerkt tot en met de interland tegen  Italië (3-1) op 17 november 2024.

| Jaar | Wedstrijden | Wedstrijden | Wedstrijden | Wedstrijden | Doelpunten | Doelpunten | Doelpunten | Punten |
| Jaar | Duels       | Winst       | Gelijk      | Verlies     | Voor       | Tegen      | Saldo      | Punten |
| ---- | ----------- | ----------- | ----------- | ----------- | ---------- | ---------- | ---------- | ------ |
| 1904 | 1           | 0           | 1           | 0           | 3          | 3          | 0          | 1.000  |
| 1905 | 2           | 1           | 0           | 1           | 1          | 7          | –6         | 1.000  |
| 1906 | 2           | 0           | 0           | 2           | 0          | 20         | –20        | 0.000  |
| 1907 | 1           | 1           | 0           | 0           | 2          | 1          | +1         | 2.000  |
| 1908 | 5           | 1           | 0           | 4           | 5          | 36         | –29        | 0.400  |
| 1909 | 2           | 0           | 0           | 2           | 2          | 16         | –14        | 0.000  |
| 1910 | 3           | 0           | 0           | 3           | 3          | 20         | –17        | 0.000  |
| 1911 | 6           | 1           | 1           | 4           | 9          | 21         | –12        | 0.500  |
| 1912 | 3           | 2           | 1           | 0           | 9          | 5          | +4         | 1.667  |
| 1913 | 5           | 3           | 0           | 2           | 14         | 8          | +6         | 1.200  |
| 1914 | 5           | 1           | 1           | 3           | 11         | 17         | –6         | 0.600  |
| 1919 | 1           | 0           | 1           | 0           | 2          | 2          | 0          | 1.000  |
| 1920 | 6           | 3           | 0           | 3           | 12         | 20         | –8         | 1.000  |
| 1921 | 5           | 1           | 0           | 4           | 5          | 13         | –8         | 0.400  |
| 1922 | 2           | 1           | 0           | 1           | 2          | 5          | –3         | 1.000  |
| 1923 | 6           | 0           | 1           | 5           | 5          | 23         | –18        | 0.167  |
| 1924 | 7           | 2           | 0           | 5           | 11         | 15         | –4         | 0.571  |
| 1925 | 3           | 0           | 0           | 3           | 2          | 14         | –12        | 0.000  |
| 1926 | 6           | 4           | 1           | 1           | 16         | 12         | +4         | 1.500  |
| 1927 | 5           | 0           | 1           | 4           | 5          | 30         | –25        | 0.200  |
| 1928 | 7           | 1           | 1           | 5           | 14         | 19         | –5         | 0.429  |
| 1929 | 6           | 2           | 0           | 4           | 9          | 19         | –10        | 0.667  |
| 1930 | 10          | 2           | 2           | 6           | 14         | 22         | –8         | 0.600  |
| 1931 | 5           | 2           | 0           | 3           | 10         | 13         | –3         | 0.800  |
| 1932 | 7           | 1           | 1           | 5           | 16         | 24         | –8         | 0.429  |
| 1933 | 7           | 2           | 2           | 3           | 9          | 16         | –7         | 0.857  |
| 1934 | 7           | 4           | 0           | 3           | 20         | 15         | +5         | 1.143  |
| 1935 | 7           | 2           | 1           | 4           | 8          | 10         | –2         | 0.714  |
| 1936 | 4           | 2           | 0           | 2           | 5          | 9          | –4         | 1.000  |
| 1937 | 7           | 2           | 1           | 4           | 7          | 14         | –7         | 0.714  |
| 1938 | 6           | 3           | 0           | 3           | 17         | 13         | +4         | 1.000  |
| 1939 | 4           | 3           | 1           | 0           | 11         | 4          | +7         | 1.750  |
| 1940 | 1           | 1           | 0           | 0           | 3          | 2          | +1         | 2.000  |
|      |             |             |             |             |            |            |            |        |
| 1943 | 2           | 0           | 0           | 2           | 0          | 6          | –6         | 0.000  |
| 1944 | 1           | 1           | 0           | 0           | 3          | 1          | +2         | 2.000  |
| 1945 | 4           | 0           | 1           | 3           | 4          | 9          | –5         | 0.250  |
| 1946 | 4           | 3           | 0           | 1           | 9          | 4          | +5         | 1.500  |
| 1947 | 6           | 5           | 0           | 1           | 15         | 8          | +7         | 1.667  |
| 1948 | 5           | 2           | 1           | 2           | 13         | 10         | +3         | 1.000  |
| 1949 | 9           | 2           | 2           | 5           | 12         | 21         | –9         | 0.667  |
| 1950 | 4           | 1           | 1           | 2           | 9          | 10         | –1         | 0.750  |
| 1951 | 7           | 2           | 3           | 2           | 11         | 13         | –2         | 1.000  |
| 1952 | 8           | 5           | 1           | 2           | 14         | 7          | +7         | 1.375  |
| 1953 | 8           | 5           | 0           | 3           | 29         | 13         | +16        | 1.250  |
| 1954 | 6           | 2           | 2           | 2           | 12         | 12         | 0          | 1.000  |
| 1955 | 7           | 4           | 2           | 1           | 11         | 7          | +4         | 1.429  |
| 1956 | 5           | 3           | 0           | 2           | 12         | 9          | +3         | 1.200  |
| 1957 | 7           | 3           | 2           | 2           | 16         | 9          | +7         | 1.143  |
| 1958 | 13          | 6           | 5           | 2           | 39         | 24         | +15        | 1.308  |
| 1959 | 5           | 3           | 1           | 1           | 16         | 11         | +5         | 1.400  |
| 1960 | 10          | 4           | 1           | 5           | 23         | 20         | +3         | 0.900  |
| 1961 | 7           | 1           | 2           | 4           | 7          | 10         | –3         | 0.571  |
| 1962 | 5           | 0           | 2           | 3           | 7          | 11         | –4         | 0.400  |
| 1963 | 8           | 2           | 2           | 4           | 13         | 12         | +1         | 0.750  |
| 1964 | 5           | 2           | 0           | 3           | 5          | 8          | –3         | 0.800  |
| 1965 | 6           | 3           | 1           | 2           | 7          | 4          | +3         | 1.167  |
| 1966 | 10          | 2           | 3           | 5           | 13         | 18         | –5         | 0.700  |
| 1967 | 6           | 2           | 1           | 3           | 12         | 14         | –2         | 0.833  |
| 1968 | 5           | 0           | 2           | 3           | 4          | 11         | –7         | 0.400  |
| 1969 | 5           | 3           | 0           | 2           | 7          | 8          | –1         | 1.200  |
| 1970 | 7           | 4           | 1           | 2           | 12         | 6          | +6         | 1.286  |
| 1971 | 8           | 3           | 2           | 3           | 13         | 14         | –1         | 1.000  |
| 1972 | 8           | 5           | 1           | 2           | 15         | 7          | +8         | 1.375  |
| 1973 | 6           | 2           | 1           | 3           | 9          | 8          | +1         | 0.833  |
| 1974 | 6           | 2           | 2           | 2           | 9          | 8          | +1         | 1.000  |
| 1975 | 6           | 2           | 2           | 2           | 6          | 4          | +2         | 1.000  |
| 1976 | 6           | 2           | 3           | 1           | 9          | 6          | +3         | 1.167  |
| 1977 | 7           | 3           | 3           | 1           | 10         | 4          | +6         | 1.286  |
| 1978 | 11          | 7           | 2           | 2           | 20         | 11         | +9         | 1.455  |
| 1979 | 6           | 5           | 0           | 1           | 17         | 4          | +13        | 1.667  |
| 1980 | 6           | 3           | 1           | 2           | 15         | 6          | +9         | 1.167  |
| 1981 | 8           | 3           | 0           | 5           | 12         | 12         | 0          | 0.750  |
| 1982 | 15          | 7           | 3           | 5           | 25         | 19         | +6         | 1.133  |
| 1983 | 7           | 2           | 4           | 1           | 11         | 6          | +5         | 1.143  |
| 1984 | 12          | 12          | 0           | 0           | 27         | 4          | +23        | 2.000  |
| 1985 | 6           | 3           | 1           | 2           | 10         | 4          | +6         | 1.167  |
| 1986 | 13          | 5           | 5           | 3           | 14         | 10         | +4         | 1.154  |
| 1987 | 6           | 1           | 2           | 3           | 5          | 7          | –2         | 0.667  |
| 1988 | 9           | 4           | 4           | 1           | 12         | 9          | +3         | 1.333  |
| 1989 | 7           | 3           | 3           | 1           | 10         | 5          | +5         | 1.286  |
| 1990 | 8           | 7           | 1           | 0           | 14         | 4          | +10        | 1.875  |
| 1991 | 6           | 6           | 0           | 0           | 20         | 5          | +15        | 2.000  |
| 1992 | 11          | 2           | 4           | 5           | 11         | 16         | –5         | 0.727  |
| 1993 | 8           | 5           | 1           | 2           | 16         | 8          | +8         | 1.375  |
| 1994 | 9           | 5           | 4           | 0           | 13         | 4          | +9         | 1.556  |
| 1995 | 8           | 5           | 3           | 0           | 21         | 2          | +19        | 1.625  |
| 1996 | 14          | 10          | 3           | 1           | 24         | 6          | +18        | 1.643  |
| 1997 | 8           | 5           | 2           | 1           | 12         | 7          | +5         | 1.500  |
| 1998 | 18          | 11          | 6           | 1           | 31         | 13         | +18        | 1.556  |
| 1999 | 11          | 8           | 2           | 1           | 18         | 7          | +11        | 1.636  |
| 2000 | 17          | 12          | 4           | 1           | 39         | 15         | +24        | 1.647  |
| 2001 | 13          | 9           | 1           | 3           | 30         | 8          | +22        | 1.462  |
| 2002 | 13          | 7           | 3           | 3           | 26         | 10         | +16        | 1.308  |
| 2003 | 14          | 13          | 0           | 1           | 40         | 6          | +32        | 1.857  |
| 2004 | 15          | 7           | 7           | 1           | 19         | 6          | +13        | 1.400  |
| 2005 | 11          | 6           | 5           | 0           | 19         | 6          | +13        | 1.545  |
| 2006 | 17          | 12          | 3           | 2           | 30         | 9          | +21        | 1.588  |
| 2007 | 12          | 7           | 3           | 2           | 18         | 6          | +12        | 1.417  |
| 2008 | 14          | 5           | 5           | 4           | 15         | 16         | –1         | 1.071  |
| 2009 | 12          | 7           | 3           | 2           | 16         | 7          | +9         | 1.417  |
| 2010 | 13          | 5           | 2           | 6           | 13         | 13         | 0          | 0.923  |
| 2011 | 13          | 7           | 6           | 0           | 17         | 5          | +12        | 1.538  |
| 2012 | 14          | 8           | 3           | 3           | 21         | 12         | +9         | 1.357  |
| 2013 | 12          | 5           | 2           | 5           | 20         | 12         | +8         | 1.000  |
| 2014 | 15          | 10          | 4           | 1           | 34         | 7          | +27        | 1.600  |
| 2015 | 10          | 6           | 0           | 4           | 17         | 12         | +5         | 1.200  |
| 2016 | 17          | 13          | 3           | 1           | 36         | 14         | +22        | 1.706  |
| 2017 | 11          | 7           | 2           | 2           | 23         | 10         | +13        | 1.455  |
| 2018 | 18          | 12          | 4           | 2           | 32         | 18         | +14        | 1.556  |
| 2019 | 11          | 9           | 1           | 1           | 27         | 6          | +21        | 1.727  |
| 2020 | 8           | 6           | 1           | 1           | 19         | 8          | +11        | 1.625  |
| 2021 | 16          | 10          | 6           | 0           | 36         | 12         | +24        | 1.625  |
| 2022 | 15          | 8           | 3           | 4           | 28         | 16         | +12        | 1.267  |
| 2023 | 10          | 8           | 1           | 1           | 34         | 6          | +28        | 1.700  |
| 2024 | 16          | 9           | 4           | 3           | 27         | 16         | +11        | 1.375  |

FFF · A-internationals · Selecties · Bondscoaches · Frans vrouwenelftal · Olympisch elftal · Frankrijk U21 · Frankrijk U20 · Frankrijk U19 · Frankrijk U18 · Frankrijk U17 · Frankrijk U16 · Vrouwen U17
1904 – 1919 ·
1920 – 1929 ·
1930 – 1939 ·
1940 – 1949 ·
1950 – 1959 ·
1960 – 1969 ·
1970 – 1979 ·
1980 – 1989 ·
1990 – 1999 ·
2000 – 2009 ·
2010 – 2019 ·
2020 – 2029
EK's: 1984 · 
1992 · 
1996 · 
2000 · 
2004 · 
2008 · 
2012 · 
2016 · 
2020 · 
2024
WK's: 1930 · 
1934 · 
1938 · 
1954 · 
1958 · 
1966 · 
1978 · 
1982 · 
1986 · 
1998 · 
2002 · 
2006 · 
2010 · 
2014 · 
2018 · 
2022
OS: 1900 · 
1908 · 
1920 · 
1924 · 
1948 · 
1952 · 
1960 · 
1968 · 
1976 · 
1984 · 
1996 · 
2020
1904 · 
1905 · 
1906 · 
1907 · 
1908 · 
1909 · 
1910 · 
1911 · 
1912 · 
1913 · 
1914 · 
1915 · 1916 · 1917 · 1918 · 
1919 · 
1920 · 
1921 · 
1922 · 
1923 · 
1924 · 
1925 · 
1926 · 
1927 · 
1928 · 
1929 · 
1930 · 
1931 · 
1932 · 
1933 · 
1934 · 
1935 · 
1936 · 
1937 · 
1938 · 
1939 · 
1940 · 1941  · 
1942 · 
1943 · 1944  · 
1945 · 
1946 · 
1947 · 
1948 · 
1949 · 
1950 · 
1951 · 
1952 · 
1953 · 
1954 · 
1955 · 
1956 · 
1957 · 
1958 · 
1959 ·
1960 · 
1961 · 
1962 · 
1963 · 
1964 · 
1965 · 
1966 · 
1967 · 
1968 · 
1969 ·
1970 · 
1971 · 
1972 · 
1973 · 
1974 · 
1975 · 
1976 · 
1977 · 
1978 · 
1979 ·
1980 · 
1981 · 
1982 · 
1983 · 
1984 · 
1985 · 
1986 · 
1987 · 
1988 · 
1989 · 
1990 · 
1991 · 
1992 · 
1993 · 
1994 · 
1995 · 
1996 · 
1997 · 
1998 · 
1999 · 
2000 · 
2001 · 
2002 · 
2003 · 
2004 · 
2005 · 
2006 · 
2007 · 
2008 · 
2009 · 
2010 · 
2011 · 
2012 · 
2013 · 
2014 · 
2015 · 
2016 · 
2017 · 
2018 ·
2019 ·
2020 ·
2021 ·
2022 ·
2023
Albanië ·
Algerije ·
Andorra ·
Argentinië ·
Armenië ·
Australië ·
Azerbeidzjan ·
België ·
Bolivia ·
Bosnië en Herzegovina ·
Brazilië ·
Bulgarije ·
Canada ·
Chili ·
China ·
Colombia ·
Costa Rica ·
Cyprus ·
Denemarken ·
Duitse Democratische Republiek ·
Duitsland ·
Ecuador ·
Egypte ·
Engeland ·
Estland ·
Faeröer ·
Finland ·
Georgië ·
Gibraltar ·
Griekenland ·
Honduras ·
Hongarije ·
Ierland ·
IJsland ·
Iran ·
Israël ·
Italië ·
Ivoorkust ·
Jamaica ·
Japan ·
Joegoslavië ·
Kameroen ·
Kazachstan ·
Koeweit ·
Kroatië ·
Letland ·
Litouwen ·
Luxemburg ·
Malta ·
Marokko ·
Mexico ·
Moldavië ·
Nederland ·
Nieuw-Zeeland ·
Nigeria ·
Noord-Ierland ·
Noorwegen ·
Oekraïne ·
Oostenrijk ·
Paraguay ·
Peru · 
Polen ·
Portugal ·
Roemenië ·
Rusland ·
Saoedi-Arabië ·
Schotland ·
Senegal ·
Servië ·
Slovenië ·
Slowakije ·
Sovjet-Unie ·
Spanje ·
Togo ·
Tsjechië ·
Tsjecho-Slowakije ·
Tunesië ·
Turkije ·
Uruguay ·
Verenigde Staten ·
Wales ·
Wit-Rusland ·
Zuid-Afrika ·
Zuid-Korea ·
Zweden ·
Zwitserland
Albanië (2016) ·
Argentinië (2018) ·
Argentinië (2022) ·
Australië (2018) · 
België (1904) · 
België (2018) · 
Brazilië (1998) · 
Brazilië (2006) · 
Denemarken (2002) · 
Denemarken (2018) ·
Duitsland (2014) · 
Duitsland (2021) · 
Ecuador (2014) · 
Engeland (1982) · 
Engeland (2012) · 
Engeland (2022) ·
Honduras (2014) · 
Hongarije (2021) · 
Italië (2000) · 
Italië (2006) · 
Italië (2008) · 
Japan (2001) · 
Kameroen (2003) · 
Koeweit (1982) · 
Kroatië (2018) · 
Marokko (2022) ·
Mexico (2010) · 
Nederland (2008) · 
Nigeria (2014) ·
Noord-Ierland (1982) · 
Oekraïne (2012) · 
Oostenrijk (1982) · 
Peru (2018) · 
Polen (1982) · 
Polen (2022) ·
Portugal (2006) · 
Portugal (2016) ·
Portugal (2021) ·
Roemenië (2008) ·
Roemenië (2016) ·
Senegal (2002) · 
Spanje (1984) ·
Spanje (2006) ·
Spanje (2012) ·
Spanje (2021) ·
Togo (2006) ·
Tsjecho-Slowakije (1982) ·
Uruguay (2002) ·
Uruguay (2010) ·
Uruguay (2018) ·
Zuid-Afrika (2010) ·
Zuid-Korea (2006) ·
Zweden (2012) ·
Zwitserland (2006) ·
Zwitserland (2014) ·
Zwitserland (2016) ·
Zwitserland (2021)
 Albanië ·  Andorra ·  Armenië ·  Azerbeidzjan ·  België ·  Bosnië en Herzegovina ·  Bulgarije ·  Cyprus ·  Denemarken ·  Duitsland ·  Engeland ·  Estland ·  Faeröer ·  Finland ·  Frankrijk ·  Georgië ·  Gibraltar ·  Griekenland ·  Hongarije ·  Ierland ·  IJsland ·  Israël ·  Italië ·  Kazachstan ·  Kosovo ·  Kroatië ·  Letland ·  Liechtenstein ·  Litouwen ·  Luxemburg ·  Malta ·  Moldavië ·  Montenegro ·  Nederland ·  Noord-Ierland ·  Noord-Macedonië ·  Noorwegen ·  Oekraïne ·  Oostenrijk ·  Polen ·  Portugal ·  Roemenië ·  Rusland ·  San Marino ·  Schotland ·  Servië ·  Slovenië ·  Slowakije ·  Spanje ·  Tsjechië ·  Turkije ·  Wales ·  Wit-Rusland ·  Zweden ·  Zwitserland
 Bohemen ·  Bohemen en Moravië ·  Duitse Democratische Republiek ·  Ierland ·  Joegoslavië ·  Servië en Montenegro ·  Tsjecho-Slowakije ·  GOS ·  Saarland ·  Sovjet-Unie